# Klaas-Jan Huntelaar
Dirk Jan Klaas Huntelaar (Voor-Drempt, 12 augustus 1983) is een Nederlands voormalig profvoetballer die doorgaans als spits speelde. Sinds maart 2022 tot maart 2025 was hij lid van de technische organisatie van Ajax. Huntelaar was van 2006 tot 2015 international in het Nederlands elftal, waarvoor hij 76 wedstrijden speelde en 42 keer scoorde. Zijn contract is om gezondheidsredenen  per direct beëindigd.

## Clubcarrière

### PSV
Op vijfjarige leeftijd werd Huntelaar net als zijn broers lid van het plaatselijke v.v. H&K, de voetbalvereniging van de voormalige Gelderse gemeente Hummelo en Keppel waar Voor-Drempt deel van uitmaakte. Bij H&K kwam Klaas-Jan onder de hoede van Erik Dreteler en André Nijman. Vervolgens kwam hij te spelen onder coach Jacco Beerthuizen, een voormalig keeper van De Graafschap, Go Ahead Eagles en Heracles Almelo. Jacco Beerthuizen zag het talent en tipte Go Ahead Eagles. Vanaf dat moment mocht Klaas-Jan iedere woensdagmiddag meetrainen bij de club uit Deventer. Na verloop van tijd bleek echter dat de afstand te groot was. Jan van Dillen (clubman H&K) bracht de Graafschap op de hoogte en Huntelaar ging vervolgens naar Doetinchem.
Op 6 mei 1994 tekende Klaas-Jan Huntelaar op tienjarige leeftijd een jeugdcontract bij De Superboeren. Hij begon daar in de C1, hoewel hij op dat moment nog D-speler was. Hierdoor kende hij een lichte achterstand op fysiek gebied. Toch wist hij zich in de groep te spelen en bleek hij een vaste invalwaarde te hebben. Hij kwam in totaal tot zes competitiewedstrijden (waarvan drie als invaller) en twaalf oefenduels (waarvan vier als invaller). Op dat moment speelde hij nog vooral op de linksachter en linkshalf positie. In zijn tweede seizoen kwam hij vaker in actie op het middenveld en speelde hij regelmatig op de nummer 10-positie achter de spitsen. Uiteindelijk kwam hij vijftien duels in actie. Ook was hij nog een korte periode keeper als gevolg van een blessure bij de vaste doelman. Hij stond vijf toernooiwedstrijden onder de lat en moest daarbij zeven doelpunten incasseren. Vanaf zijn derde seizoen bij De Graafschap speelde Huntelaar op de nummer 9-positie en werkte hij zijn duels alleen nog maar af als centrumspits.
In 2000 maakte Huntelaar de overstap naar de jeugdopleiding van PSV. Hij verhuisde naar Veldhoven waar hij werd ondergebracht bij het gastgezin Jorna. Dagelijks ging Klaas-Jan op de fiets naar het jeugdcomplex De Herdgang om te gaan trainen. Bij PSV kreeg hij individuele training van Willy van der Kuijlen, de topscorer aller tijden in de Eredivisie met 311 doelpunten. Huntelaar kende een succesvol eerste seizoen, hij scoorde 26 doelpunten in 23 duels en werd met dit aantal topscorer. PSV bereikte de tweede plaats in competitie achter Feyenoord maar wist wel de Shell jeugdcompetitiebeker te winnen. In de aanloop naar het volgende seizoen werd Huntelaar toegevoegd aan de selectie van het eerste elftal door trainer Eric Gerets. Hij kwam echter niet in actie voor de hoofdmacht maar werkte zijn wedstrijden af bij de beloften.
In de zomer van 2002 mocht hij vervolgens meedoen aan de voorbereiding op het nieuwe seizoen. Huntelaar kwam in actie tegen ASV Dronten en wist driemaal te scoren. Ook maakte hij dat seizoen op 22 november zijn debuut voor PSV in de competitiewedstrijd tegen RBC Roosendaal, toen hij een kwartier voor tijd inviel voor Mateja Kežman. In de winterstop vertrok Huntelaar tijdelijk op huurbasis naar De Graafschap vanwege zijn geringe speeltijd. De concurrentie van Kežman, Vennegoor of Hesselink en Bruggink stond de ontwikkeling van de jonge spits in de weg.

### Verhuur aan De Graafschap
De Achterhoeker kwam met de overstap terug op het oude nest waar hij drie seizoenen eerder afscheid van had genomen. De club vocht op dat moment tegen degradatie en Huntelaar hoopte met zijn doelpunten een bijdrage te leveren aan het lijfsbehoud van De Graafschap. Trainer Peter Bosz zag echter geen basisplaats weggelegd voor de jonge spits en gebruikte hem voornamelijk als invaller. Het seizoen eindigde teleurstellend: Huntelaar speelde negen competitieduels (waarvan slechts één als basisspeler), maakte geen doelpunten en De Graafschap degradeerde naar de Gouden Gids divisie. De Graafschap besloot de huurperiode van Huntelaar niet te verlengen en zodoende keerde hij terug naar PSV.

### Verhuur aan AGOVV
Huntelaar maakte in Eindhoven echter niet genoeg indruk waardoor PSV besloot om de spits opnieuw te verhuren. Samen met zijn teamgenoten Koen Garritsen en Paul Verhaegh vertrok hij naar AGOVV. De club uit Apeldoorn maakte tijdens het seizoen 2003/04 zijn rentree in het betaald voetbal onder de leiding van Jurrie Koolhof. Huntelaar debuteerde op 15 augustus tegen TOP Oss waarin hij meteen wist te scoren (1-2 verlies). In het volgende duel tegen Heracles Almelo leverde een hattrick van de spits AGOVV wel de volle drie punten op en boekte het daarmee de eerste overwinning van het seizoen. In Apeldoorn voelde Huntelaar zich op zijn plaats en werd hij met 26 doelpunten topscorer van de Eerste divisie. Op het VVCS-gala werd hij vervolgens verkozen tot Nederlands voetballer van het jaar uit de Eerste Divisie.
In maart 2004 gaf PSV aan graag een jaar langer door te willen met Huntelaar, die nog tot medio 2005 onder contract stond. Hij hoefde echter nog niet te rekenen op een kans bij PSV, Guus Hiddink zag de speler liever op huurbasis bij een andere Eredivisieclub meer ervaring opdoen. Huntelaar zag op zijn beurt niets in een contractverlenging of een nieuwe verhuurperiode. Roda JC en RBC Roosendaal leken de beste papieren te hebben om de topscorer van de Eerste divisie in de zomer binnen te halen, waarbij de voorkeur van Huntelaar uitging naar de laatstgenoemde. Uiteindelijk bleek sc Heerenveen echter het meest slagvaardig. De transfersom leek een groot obstakel in de onderhandelingen maar de clubs wisten elkaar te vinden in een bedrag van 100.000 euro. De spits zette zijn handtekening onder een contract voor drie jaar.

### sc Heerenveen

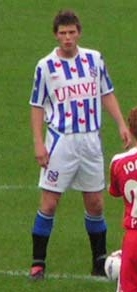
Huntelaar aan de aftrap bij sc Heerenveen – FC Utrecht.

Huntelaar debuteerde tegen AZ in de competitie en wist dit op te luisteren met een doelpunt (1-1 gelijkspel). Onder de hoede van trainer Gertjan Verbeek wist de spits in de eerste seizoenshelft tienmaal te scoren in 17 duels. Uiteindelijk sloot hij het seizoen af met 17 doelpunten in 31 wedstrijden waarmee de club zich wist te kwalificeren voor UEFA Cup-voetbal. De prestaties van Huntelaar wekten interesse bij onder andere AZ en Glasgow Rangers. Zij schrokken echter van de vraagprijs die sc Heerenveen op de spits had geplakt: zeven miljoen euro. In het daaropvolgende seizoen ging Huntelaar door met scoren en groeide hij uit tot een van de meest gewilde spelers uit de Eredivisie. Er kwam interesse op gang van Ajax maar vooral Feyenoord werd concreet. Zij zagen in Huntelaar de opvolger van Dirk Kuijt of Salomon Kalou, waarvan werd verwacht dat deze niet konden worden behouden. Feyenoordtrainer Erwin Koeman en technisch directeur Mark Wotte voerden in het najaar van 2005 gesprekken met Huntelaar maar kwamen niet tot een akkoord omdat de spits geen interesse had. Klaas-Jan Huntelaar had zijn wensen wat betreft een club al kenbaar gemaakt: "Ik wil in een aanvallende ploeg spelen, dicht bij de goal in een kleine ruimte vlak bij de zestien. Ik rendeer al vanaf de jeugd het beste als centrumspits tussen twee vleugels. Veel beweging om me heen en een nummer 10 kort achter me." Voetbal International concludeerde hieruit dat Huntelaar de 'functieomschrijving van het prototype Ajax-spits' gaf. Zelf ontkende hij daarvoor te solliciteren: "Bij AZ spelen ze ook zo en bij Feyenoord dit seizoen in grote lijnen ook. Stuk voor stuk mooie clubs."
In de winterstop had Huntelaar al 17 maal gescoord voor de Friezen en stond de club op een vijfde plaats in de competitie. Inmiddels was er ook concrete interesse ontstaan bij Hamburger SV en Ajax en bleek een transfer onafwendbaar. Op 29 december maakte Huntelaar de overstap van sc Heerenveen naar Ajax. De Amsterdammers betaalden een transfersom van 9 miljoen euro waarmee de nieuwe aankoop de duurste binnenlandse transfer ooit werd. Tot dat moment lag het record in handen van Nikos Machlas die in 1999 voor 19,8 miljoen gulden (8,6 miljoen euro) de overstap van Vitesse naar Ajax had gemaakt. Bij sc Heerenveen speelde Huntelaar 46 competitiewedstrijden waarin hij 33 maal scoorde.

### Ajax

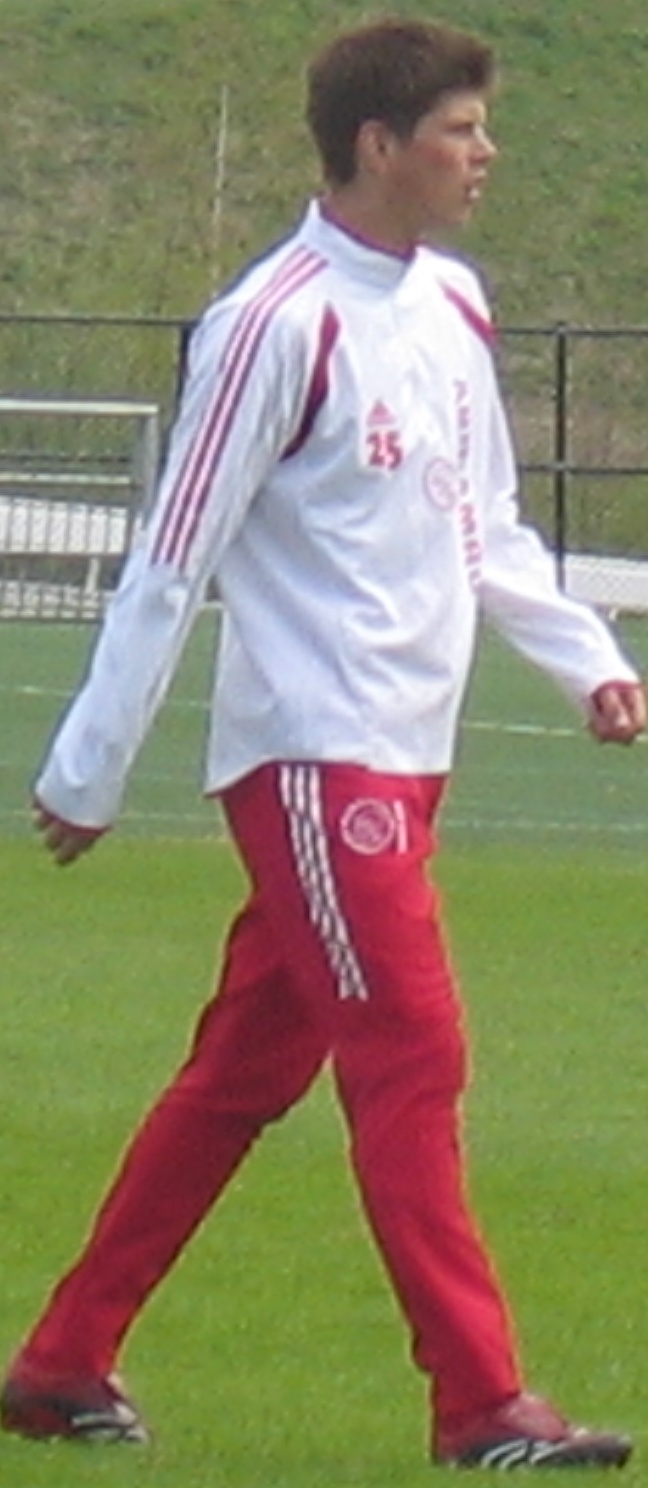
Huntelaar op het trainingsveld nadat hij enkele maanden in dienst is bij Ajax.

Ajax vond in de persoon van Huntelaar een speler die kon functioneren in een systeem met drie spitsen, in tegenstelling tot Angelos Charisteas en Markus Rosenberg die beter uit de verf kwamen in een 4-4-2 opstelling. Bij de Amsterdammers tekende Huntelaar een contract voor 4,5 jaar tot de zomer van 2010. Op zondag 8 januari werd hij aan het publiek gepresenteerd en mocht hij symbolisch zijn nieuwe shirt in ontvangst nemen met daarop rugnummer 25.
Huntelaar maakte op 15 januari 2006 zijn debuut voor Ajax in de competitiewedstrijd tegen N.E.C. maar kwam pas drie weken later voor de eerste maal tot scoren in de Eredivisie tijdens de Klassieker tegen Feyenoord. In de KNVB Beker had hij ondertussen al wel van zich laten spreken. Op 2 februari nam Ajax het in de kwartfinale op tegen de voormalige werkgever van Huntelaar, sc Heerenveen, en wist de spits de 2-0 binnen te tikken. De Amsterdammers wonnen het duel met 3-0 en daarmee plaatste de club zich voor de halve finales. De productieve reeks van Huntelaar kende in februari een vervolg: de aanvaller scoorde negen doelpunten in zeven wedstrijden. Een daarvan scoorde hij tijdens zijn debuut in de Champions League tegen Internazionale. De openingstreffer tegen de Italiaanse grootmacht zou Huntelaar later beschrijven als een van de hoogtepunten uit zijn loopbaan bij Ajax. Tijdens de return in het Giuseppe Meazza kon Ajax geen potten breken. Huntelaar zat in de tang bij Materazzi en Rosenberg kwam niet langs de sterk spelende Zanetti. De enige treffer van de wedstrijd kwam op naam van Dejan Stanković waardoor Internazionale door ging naar de laatste acht.
Huntelaar ging door met scoren en sloot het seizoen af met 33 doelpunten. Hiermee werd hij topscorer van het seizoen, de 17e speler die 30 of meer goals in een seizoen maakte en bereikte hij de top tien van spelers met de meeste doelpunten in één seizoen. Ook in het vervolg van de KNVB Beker bleek hij belangrijk voor zijn club. In de halve finale tegen Roda JC en in de finale tegen PSV scoorde Huntelaar telkens tweemaal, waaronder de beslissende goal in de extra tijd. In het seizoen 2005/06 scoorde hij met inbegrip van Europese wedstrijden en jeugd-interlands 54 keer, waarmee hij tweede staat op de ranglijst van Nederlandse topschutters in de afgelopen 50 jaar achter Henk Groot. Zijn prestaties van dat seizoen bezorgden hem de titel van Nederlands Talent van het Jaar. Daarnaast werd hij door supporters van Ajax verkozen tot Speler van het Jaar.
Aan het einde van het seizoen 2005/06 had Ajax zich geplaatst voor de derde voorronde Champions League ten koste van FC Groningen, tijdens de nieuw ingevoerde play-offs. De vierde plaats in de competitie kostte trainer Danny Blind echter zijn baan. De van FC Barcelona overgekomen Henk ten Cate werd zijn opvolger. Bij zijn aantreden won hij met Ajax meteen de eerste prijs van het seizoen, de Johan Cruijff Schaal. Als bekerwinnaar diende Ajax aan te treden tegen landskampioen PSV maar moest daarin Huntelaar missen vanwege een schorsing. Kenneth Pérez, die was overgekomen van AZ, werd de man van de wedstrijd die uiteindelijk met 3-1 werd gewonnen. Ondertussen stond ook de Champions League-wedstrijd tegen FC Kopenhagen op het programma, waar de oud-Ajacieden Jesper Grønkjær en André Bergdølmo onder contract stonden. Huntelaar drukte tijdens dit duel zijn stempel op de wedstrijd door beide doelpunten aan te tekenen in de 2-1-overwinning. Ajax had zodoende een grote kans om zich te plaatsen voor het hoofdtoernooi. FC Kopenhagen gooide echter twee weken later roet in het eten door met 2-0 te winnen in de Amsterdam ArenA. Michael Silberbauer tekende aan voor de 1-0 en Thomas Vermaelen bepaalde met een eigen doelpunt de eindstand. Ajax werd zodoende uitgeschakeld en aangewezen op de UEFA Cup. Huntelaar scoorde in dat toernooi zeven doelpunten in zeven wedstrijden, waarvan zijn laatste tegen Werder Bremen. De Duitsers bleken over twee wedstrijden gezien te sterk voor de Ajacieden, waardoor de Amsterdammers niet verder kwamen dan de derde ronde. Het seizoen eindigde op soortgelijke wijze al het jaar daarvoor. Ajax werd opnieuw geen kampioen maar eindigde als tweede achter lijstaanvoerder PSV. Op de laatste speeldag konden nog drie clubs landskampioen worden, AZ had de beste papieren maar uiteindelijk pakte PSV de titel. Ajax eindigde met slechts één doelpunt verschil achter de koploper. Wel behaalde het via de play-offs opnieuw de voorronde van de Champions League. Daarnaast werd wederom de KNVB Beker gewonnen, ditmaal ten koste van AZ. Huntelaar was opnieuw verantwoordelijk geweest voor de doelpuntenproductie tijdens de finale, die werd beslist na strafschoppen. Huntelaar maakte het seizoen af met 21 doelpunten in de competitie, waarmee hij zijn topscorerstitel niet wist te prolongeren.

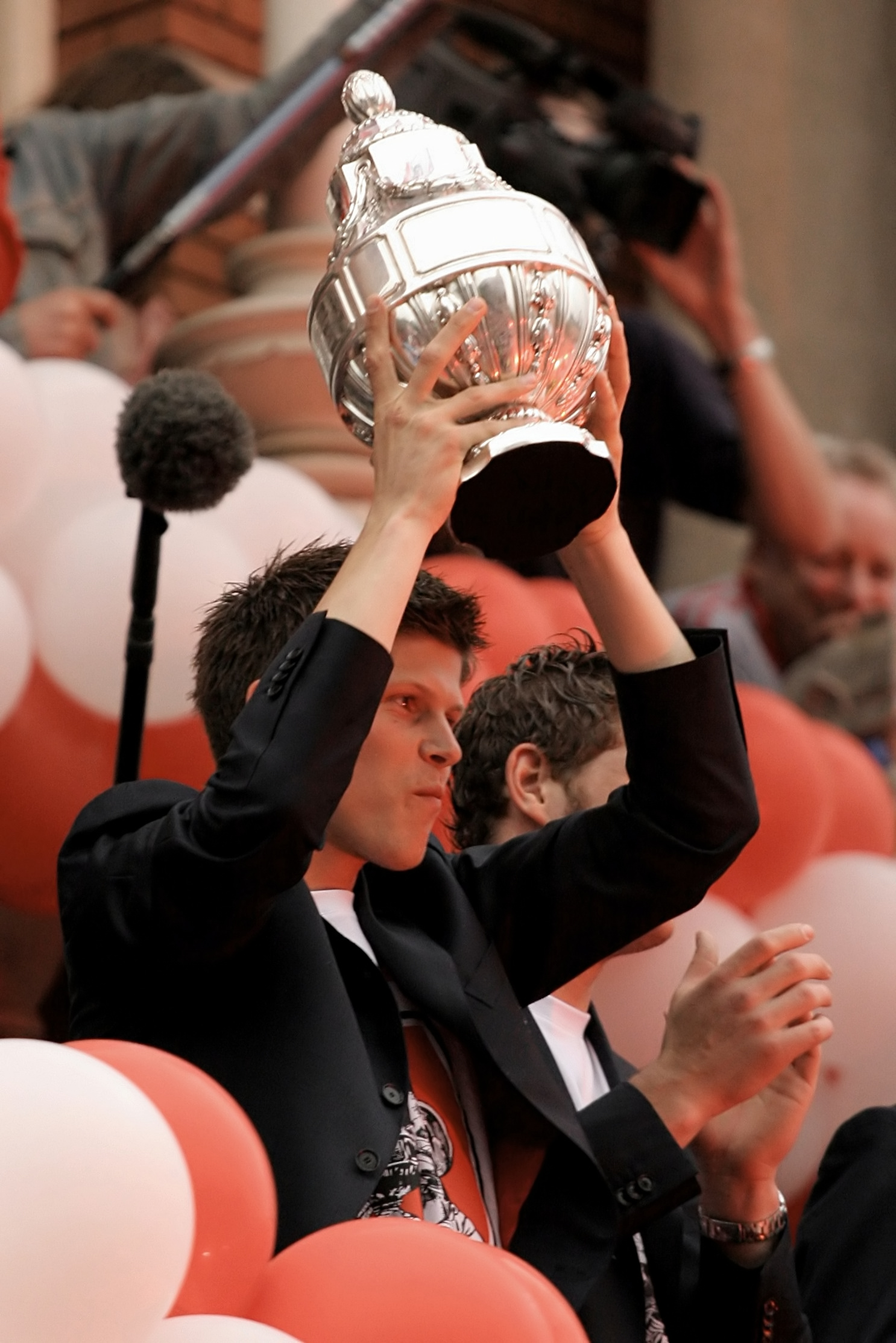
Huntelaar viert het winnen van de KNVB Beker.

In augustus 2007 won Huntelaar de vierde hoofdprijs uit zijn loopbaan. Opnieuw streed bekerwinnaar Ajax tegen landskampioen PSV om de Johan Cruijff Schaal. Voor de derde keer op rij waren de Amsterdammers de Eindhovenaren de baas in het duel om de Supercup, ditmaal door een doelpunt van Gabri. Vier dagen later was Slavia Praag de volgende tegenstander van Ajax in de derde voorronde Champions League. Ajax kreeg via een strafschop de uitgelezen kans om op voorsprong te komen maar Huntelaar verzuimde binnen te schieten. Waar Ajax faalde, toonde Slavia meer initiatief en kwam het een kwartier voor tijd op voorsprong via David Kalivoda. De Champions League leek verder dan ooit voor de Ajacieden. Twee weken later maakte Slavia in eigen huis het karwei vrij simpel af door twee goals van Stanislav Vlček. De Tsjechische club plaatste zich hiermee voor de eerste maal voor de Champions League, Ajax diende wederom het seizoen af te maken in de UEFA Cup. In de eerste ronde van het toernooi bleek Dinamo Zagreb de volgende tegenstander. Uit werd het eerste duel gewonnen met 1-0 door een doelpunt van Dennis Rommedahl. In eigen huis koos Dinamo vervolgens voor de aanval, waar door Ajax niet op was gerekend. Luka Modrić maakte na een half uur de openingstreffer uit een penalty. Na de reguliere speeltijd kwam het aan op een verlenging en daarin beslechte Mario Mandžukić het pleit over Ajax met twee doelpunten. Huntelaar deed nog wel tot tweemaal toe iets terug, maar de club uit Zagreb bekerde door op basis van uitdoelpunten. De vroege uitschakeling in zowel de Champions League, als de UEFA Cup, zorgde voor veel kritiek aan het adres van trainer Henk ten Cate, technisch directeur Martin van Geel en voorzitter John Jaakke. Ten Cate was echter in de week van het UEFA Cup-duel persoonlijk benaderd door Chelsea voor een functie als veldtrainer onder hoofdcoach Avram Grant. Hier had Ten Cate wel oren naar en Ajax ging in op zijn verzoek, waarna op 8 oktober een akkoord werd bereikt met de Engelse topclub. Een dag later werd Adrie Koster, de coach van het belofteteam, aangesteld als interim-trainer en hij maakte vervolgens het seizoen af.
De sportieve malaise had weinig invloed op de scoringsdrift van Huntelaar. Al in de eerste competitiewedstrijd tegen De Graafschap maakte hij vier doelpunten, waardoor het duel tegen de promovendus eindigde in een 8-1-overwinning. In april 2008 maakte hij vervolgens zijn 100e doelpunt in de Eredivisie door middel van een hattrick, opnieuw tegen De Graafschap. Van dit aantal maakte hij een derde met het hoofd, de helft met zijn rechterbeen en de rest met zijn linkerbeen. Opvallend is dat er slechts negen doelpunten buiten het zestienmetergebied waren gescoord en meer dan 70 binnen het vijfmetergebied. Alleen Dennis Bergkamp en Dirk Kuijt hadden in de voorgaande 25 jaar deze mijlpaal van 100 doelpunten weten te bereiken voor hun 25e verjaardag. Het seizoen voor Ajax eindigde echter in een teleurstelling, de club greep naast alle prijzen. In januari werd de titelhouder van de KNVB Beker al in de achtste finale uitgeschakeld door NAC Breda met 4-2. Ook moest het opnieuw PSV voor zich dulden op de ranglijst, waardoor de Eindhovenaren voor de vierde maal op rij landskampioen werden. De laatste 'prijs' die toen nog overbleef was een plaats in de derde voorronde van de Champions League. In de play-offs bleek FC Twente over twee wedstrijden echter te sterk, uit verloor Ajax met 2-1 en in eigen huis werd er niet gescoord. Huntelaar kende wel een persoonlijk succes door voor de tweede keer topscorer te worden van de Eredivisie. In 34 duels wist hij 33 maal het net te vinden, waarmee hij zijn aantal van twee jaar eerder evenaarde. Hij was pas de eerste speler van Ajax die meer dan 30 keer scoorde in een seizoen sinds Marco van Basten in de jaargang 1986/87. Met de 33 treffers eindigde Huntelaar bovendien als derde in het Europese topscorersklassement achter Cristiano Ronaldo en Daniel Güiza en won daarmee de Bronzen Schoen.

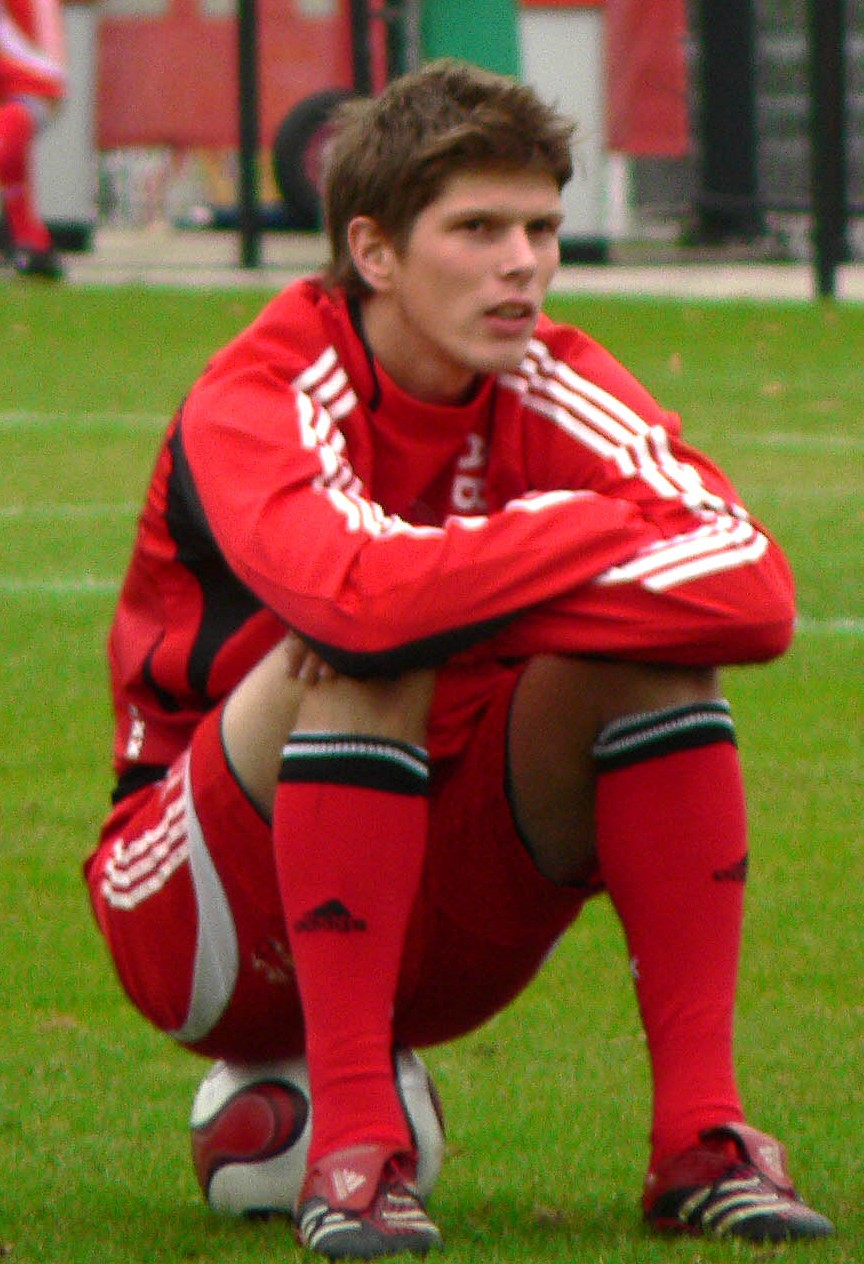
Klaas-Jan Huntelaar als Ajacied.

In de zomer van 2008 liepen de contractbesprekingen tussen Ajax en Huntelaar stuk. Ajax wilde zijn topscorer graag langer vastleggen maar er werd geen overeenstemming bereikt over de gelimiteerde afkoopsom, die in zijn toenmalige contract ontbrak. Arnold Oosterveer, de zaakwaarnemer van Huntelaar, wilde graag een afkoopsom van 17 miljoen euro in het contract laten opnemen maar dit bleek voor Ajax onbespreekbaar. In de optiek van de Amsterdammers zouden clubs zich dan al de volgende dag melden voor de spits. Marco van Basten arriveerde die zomer als nieuwe coach en deze besloot op zijn eerste training Huntelaar op te waarderen tot aanvoerder. Van Basten rekende erop dat de spits aan zou blijven: "We gaan ervan uit dat hij gewoon bij Ajax blijft. Er is dus ook geen plan B gemaakt voor de spitspositie." Eind augustus meldde Real Madrid zich echter bij Ajax met een miljoenenbod. Al in maart van dat jaar had trainer Bernd Schuster aangegeven gecharmeerd te zijn van de Nederlandse spits: "Hij is het type spits dat elke club zich wenst. Beweeglijk en doeltreffend tegelijk. Met het oog op volgend seizoen komt hij zeker in mijn plannen voor." Ook technisch directeur Predrag Mijatović bleek al geruime tijd onder de indruk te zijn van Huntelaar en bereidde een bod van 25 miljoen euro voor. Ajax besloot niet op de aanbieding in te gaan omdat op 1 september de transfermarkt zou sluiten. Op 31 augustus hadden zich nog twee clubs uit de Europese subtop gemeld bij Ajax. Een van hen deed naar verluidt een bod van bijna 40 miljoen euro maar ook dit werd door Ajax afgewimpeld: "Voor iedereen die we willen terughalen, moeten we de hoofdprijs betalen. We hebben dan ook afgesproken nergens meer op te reageren." Later bleek dat het bod afkomstig was geweest van Manchester City. De andere club in kwestie bleek Hamburger SV te zijn.
Aan het begin van het seizoen 2008/09 stokte de doeltreffendheid van Huntelaar, eind september stond hij al 592 minuten droog. Van Basten had hier wel een verklaring voor: "Klaas-Jan moet zich meer focussen op de zestien. Daar hebben we hem nodig. Hij zakt te vaak terug om toch af en toe een bal te raken, om het gevoel te krijgen. Maar dat moet hij niet doen". Maar twee doelpunten in het UEFA Cup-duel tegen Borac Čačak en een treffer in de klassieker tegen Feyenoord doorbraken deze mindere periode. Huntelaar was hierdoor nog maar één doelpunt verwijderd van de Club van Honderd uit de Ajax-historie. De honderdste treffer viel diezelfde week nog in het bekerduel tegen FC Utrecht, waarmee hij definitief toetrad tot de selecte groep Ajacieden. Eind oktober bereikte hij nog een belangrijke mijlpaal: in het competitieduel tegen Heracles Almelo scoorde hij zijn 200e doelpunt als profvoetballer. Hier had de Dremptenaar slechts 287 wedstrijden voor nodig, een gemiddelde van ruim twee doelpunten per drie duels. Commercieel directeur Henri van der Aat verkondigde op dat moment dat er nieuwe contractbesprekingen met Huntelaar aan zaten te komen maar Arnold Oosterveer zei van niets te weten: "Ik kan zeggen dat er geen gesprek met Ajax in onze agenda staat. Nu niet en de komende weken ook niet."
Begin november blesseerde Huntelaar zich in het competitieduel tegen Sparta aan zijn linkerenkel. Uit nader onderzoek bleek dat zijn voorste enkelband volledig was afgescheurd en dat het herstel minimaal zes weken zou bedragen. De spits zou op deze wijze de komende tien duels voor Ajax moeten missen, waaronder de topwedstrijden tegen AZ, PSV en HSV. Het was pas de eerste serieuze blessure voor Huntelaar, die in vijf jaar tijd slechts drie competitieduels en twee interlands door blessures had moeten missen. Na twee weken verscheen Huntelaar echter, veel sneller dan verwacht, alweer op het trainingsveld. Terwijl de spits nog bezig was met zijn herstel, klopte Real Madrid opnieuw aan bij Ajax. Op 1 december maakten vervolgens alle grote Spaanse sportkranten melding van een akkoord tussen de twee clubs. Voorzitter Uri Coronel betitelde de berichtgeving op dat moment nog als 'onzin' maar een dag later werd de overgang officieel wereldkundig gemaakt. Huntelaar tekende bij Real een contract tot medio 2013. Met de overgang ging een bedrag van 27 miljoen euro gepaard, waarvan zeven miljoen euro variabel en twintig miljoen euro vast. Van de transfersom ging een bedrag van ongeveer twee miljoen euro naar sc Heerenveen. De Madrilenen waren dringend op zoek naar een vervanger van de langdurig geblesseerde Ruud van Nistelrooij. De spits kon dat seizoen niet meer in actie komen vanwege een gescheurde buitenste meniscus van zijn rechterknie. Tijdens de contractbesprekingen werd door Real Madrid bedongen dat Huntelaar zijn revalidatie in Spanje af zou maken. Daardoor werd zijn wedstrijd tegen Sparta de laatste uit zijn eerste periode bij Ajax.
Op donderdag 4 december werd Huntelaar gepresenteerd in de prijzenkamer van het Santiago Bernabéu. Onder grote publieke belangstelling beloofde de nieuwe aanwinst de Spaanse fans "muchos goles" (veel doelpunten). Vervolgens kreeg hij uit de handen van clublegende Alfredo Di Stéfano zijn nieuwe shirt met rugnummer 19. Op 28 december volgde het afscheid voor het Amsterdamse publiek. Na de competitiewedstrijd tegen ADO Den Haag nam Huntelaar op emotionele wijze afscheid in de Arena. In de 136 wedstrijden die hij in zijn eerste periode voor Ajax speelde wist hij 105 maal het net te vinden.

### Real Madrid CF

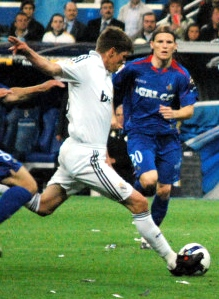
Klaas-Jan Huntelaar spelend voor Real Madrid.

Huntelaar kende een lastige aanloopperiode bij Real Madrid, waar inmiddels Juande Ramos was aangetreden als vervanger van de ontslagen Bernd Schuster. Op 5 januari maakte de aanvaller zijn debuut met een basisplaats in het competitieduel tegen Villarreal. Robben opende daarin de score en Huntelaar had een grote kans op de 2-0 maar hij verzuimde binnen te schieten. Toch was er naderhand tevredenheid over het resultaat en het optreden van de debutant. Maar na het succesvolle duel volgden er vier invalbeurten, tot ontevredenheid van Huntelaar. Hij maakte er geen geheim van dat hij graag meer speelminuten wilde maken. De kansen daarop werden echter flink beperkt toen Real Madrid besloot om Lassana Diarra in te schrijven voor de Champions League en niet Klaas-Jan Huntelaar. De UEFA-reglementen bepaalden namelijk dat slechts één speler die al dat seizoen actief was geweest in de UEFA Cup, mocht worden toegevoegd aan de Champions League-selectie. Er ontstonden toen berichten in de Spaanse media die beweerden dat Huntelaar al schoon genoeg had van zijn reserverol en het liefst zo snel mogelijk wilde vertrekken. Deze bleken volgens Huntelaar niet op waarheid te zijn gebaseerd: "Ik was wel ontevreden, omdat ik meer wilde spelen. Maar ik heb nooit willen vertrekken, want ik ben daar niet heen gegaan om weer snel te verkassen." AZ-trainer Louis van Gaal stak ondertussen, tijdens een Sport1-analyse, de spits een hart onder de riem: "Klaas-Jan Huntelaar is de beste spits ter wereld in de zestien". Twee weken na de teleurstelling van de Champions League liet Huntelaar zich voor de eerste keer gelden. In de competitiewedstrijd tegen Sporting Gijón scoorde hij de openingstreffer en daarmee zijn eerste doelpunt in Madrileense dienst. Trainer Ramos zegde hem meer speeltijd toe en dit vertrouwen werd door de spits niet beschaamd. In de volgende wedstrijd tegen Real Betis wist Huntelaar tweemaal het net te vinden, waardoor het duel met 6-1 werd gewonnen. Huntelaar scoorde daarna nog eenmaal tegen Atlético Madrid en tweemaal tegen Athletic Bilbao en UD Almería, waarmee hij zijn plek leek te hebben gevonden.
In de zomer van 2009 werd Florentino Pérez herkozen als volgende voorzitter bij de Madrilenen. Zijn voorganger Ramón Calderón had in januari van dat jaar ontslag genomen nadat aan het licht was gekomen dat hij was betrokken bij een fraudezaak. Pérez was al eerder voorzitter van Real Madrid geweest, toen hij tussen 2000 en 2006 verantwoordelijk was geweest voor het tijdperk van de Galácticos. De bouwondernemer wilde destijds van Real Madrid de grootste en beste club ter wereld maken, door het aantrekken van alleen maar stervoetballers. Onder zijn nieuwe motto "Vuelve la ilusión: de terugkeer van de illusie" beloofde hij opnieuw een sterrenteam samen te stellen. Zo wilde hij Villarreal-trainer Manuel Pellegrini binnenhalen en sterspelers als Kaká, Cristiano Ronaldo, David Silva en David Villa. Al vrij snel slaagde hij in zijn doelstellingen en wist hij Kaká (64 miljoen euro), Cristiano Ronaldo (94 miljoen euro), Karim Benzema (35 miljoen euro) en Xabi Alonso (30 miljoen euro) voor recordbedragen te contracteren. De keerzijde hiervan was dat Real Madrid veel spelers van de hand moest doen om de transfersommen enigszins te kunnen dekken. Pérez stuurde daarom een lijst met aangeboden spelers naar enkele Premier League-clubs. Naast Mahamadou Diarra, Gabriel Heinze en Javier Saviola stonden ook de namen van de zes Nederlanders in Madrileense dienst op deze lijst. Ondanks de woorden van Mijatovic dat Huntelaar 'een langetermijnproject' was, mocht hij na een half jaar alweer vertrekken.
Er kwam interesse op gang van Olympique Lyon, Hamburger SV en Manchester United maar VfB Stuttgart werd het meest concreet. Stuttgart-trainer Markus Babbel was op zoek naar een nieuwe centrumspits na het vertrek van Mario Gómez naar Bayern München. Zonder medeweten van Huntelaar, wisten Stuttgart en Real Madrid een akkoord te bereiken over een afkoopsom van 18 miljoen euro. Daar zou nog eens twee miljoen euro aan toe worden gevoegd indien Stuttgart de voorrondes van de Champions League zou overleven. Om het plan er snel door te krijgen werd Huntelaar niet opgenomen voor de selectie die een trainingskamp zou afleggen in Ierland. Daarnaast mocht hij alleen nog maar aan inleidende oefeningen deelnemen, tijdens de partijspelen moest hij toekijken samen met enkele jeugdspelers. Huntelaar liet zich echter niet tot een snelle keuze dwingen omdat hij ook in de belangstelling van Tottenham Hotspur en Arsenal stond. Bovendien zou hij enkele miljoenen aan salaris in moeten leveren indien hij bij VfB Stuttgart zou tekenen als gevolg van ongunstigere belastingwetgeving. Real Madrid leek bereid te zijn om dit verschil in salaris te compenseren, maar kwam zijn afspraken niet na. Dit was voor VfB Stuttgart de reden om een streep door de transfer te zetten. Kort daarna kwam AC Milan in beeld, zij hadden bij de transfer van Kaká naar Madrid een eerste optie bedongen op de Nederlandse spits maar hun voorkeur ging vooralsnog uit naar Edin Džeko van VfL Wolfsburg of Luís Fabiano van Sevilla. Toen zij niet haalbaar bleken kwam Huntelaar begin augustus alsnog in beeld bij de Milanezen. Op 6 augustus bereikten beide clubs overeenstemming met elkaar en tekende Huntelaar een contract voor vier jaar bij AC Milan. Met de overgang ging naar verluidt een bedrag van ongeveer 15 miljoen euro gepaard.

### AC Milan
Huntelaar werd de elfde Nederlandse speler ooit in dienst van AC Milan en kreeg bij zijn aantreden rugnummer 11 toegewezen. Net zoals bij Real Madrid moest de Nederlander zich op gaan maken voor een hevige concurrentiestrijd om de spitsenpositie. AC Milan had namelijk al de beschikking over Pato, Borriello, Ronaldinho en Inzaghi als mogelijke opties voorin. Evenals in Madrid kende Huntelaar in Milaan een lastige aanloopperiode in het seizoen 2009/10. Borriello kreeg de voorkeur in de punt van de aanval en Huntelaar kon maar moeilijk wennen aan de speelstijl van AC Milan. Trainer Leonardo zei hierover: "Huntelaar is het gewend te spelen als een diepe spits, die wacht op zijn kansen en dan toeslaat in het strafschopgebied van de tegenstander. Wij hebben echter behoefte aan meer beweging in de aanval, aan iemand die ballen vasthoudt." Behalve in de aanval, liep het ook bij de rest van het team niet lekker: na zeven speeldagen stond de club op een teleurstellende 12e positie in de Serie A. Waar Klaas-Jan Huntelaar in Madrid drie weken op zijn eerste doelpunt moest wachten, duurde het in Milaan vier maanden. Op 29 november scoorde de spits tegen Catania zijn eerste twee doelpunten in Italiaanse dienst nadat hij in de 86e minuut in het veld was gekomen. Huntelaar had tot op dat moment nog in geen enkel duel de volle 90 minuten gespeeld. Van de 18 wedstrijden die inmiddels waren gespeeld stond Huntelaar slechts bij vijf duels in de basisopstelling.
Zijn onopvallende optredens en hoge transfersom leverden Huntelaar een nominatie op voor de Bidone d'Oro, een prijs voor de speler die de teleurstellendste prestatie had geleverd in de Serie A. In december bleek dat Felipe Melo met deze twijfelachtige eer aan de haal ging, Huntelaar eindigde op de zesde positie. Huntelaar begon langzaamaan te twijfelen over zijn toekomst bij de Milanezen, hij wilde meer aan spelen toekomen met het oog op het naderende Wereldkampioenschap voetbal: "Een WK is belangrijk, iedereen wil daar spelen. Maar een carrière is óók belangrijk. Is het dan goed om weer te verkassen?" Na zijn doelpunten tegen Catania bleef hij reservespeler en verlangde hij eind 2009 duidelijkheid van de clubleiding. Zij spraken hun vertrouwen uit in de spits maar het stelde Huntelaar niet geheel tevreden: "Ik wil gewoon meer". Zes clubs meldden zich in de winterstop bij de spits, waaronder Sjachtar Donetsk. Een avontuur in Oekraïne zag de spits echter niet zitten. Huntelaar besloot uiteindelijk te blijven, mede omdat hij in de pikorde was gestegen van derde naar tweede spits. Door de absentie van Borriello kreeg Huntelaar na de winterstop de voorkeur in de aanval. Dit vertrouwen beschaamde hij niet, in de competitiewedstrijd tegen Udinese scoorde Huntelaar tweemaal en bezorgde hij zijn club de drie punten.
Enkele dagen later maakte hij zijn rentree in de Champions League tijdens de achtste finale tegen Manchester United. Zijn basisplaats had hij te danken aan de afwezigheid van Borriello, die buitenspel stond met een rugblessure. Milan speelde een goede wedstrijd maar dankzij Wayne Rooney gingen de Engelsen er met de winst vandoor. Twee weken later overklaste Manchester United de Italianen in eigen huis. Mede door de sterk spelende Rooney leed Milan een historische nederlaag (0-4) in het Europese miljoenenbal. De club sloot het Europese seizoen af met slechts twee overwinningen in acht wedstrijden. Daarin moest het maar liefst veertien doelpunten incasseren.
In eigen land bleef Milan voorlopig nog wel in de race voor de titel, mede door de goals van Klaas-Jan Huntelaar. Op 3 april maakte hij de winnende tegen Cagliari en tevens de 150e competitiegoal uit zijn loopbaan. Voor dit jubileum had hij slechts 224 wedstrijden nodig gehad. Na de overwinning ging het echter bergafwaarts met AC Milan, er werd een aantal malen op rij verloren waardoor de club definitief moest afhaken in de titelstrijd. De Milanezen eindigden op de derde plaats en moesten AS Roma en Internazionale voor zich dulden. Wel plaatste de club zich voor de groepsfase van de Champions League. Op 14 mei 2010, één dag voor de slotwedstrijd van het seizoen, besloten AC Milan en Leonardo de onderlinge samenwerking te verbreken. De coach was nooit onomstreden geweest, mede door de slechte seizoensstart en de moeizame relatie met eigenaar Silvio Berlusconi. Cagliari-trainer Massimiliano Allegri werd de nieuwe keuzeheer bij AC Milan. Onder zijn bewind leken de kansen op meer speeltijd voor Huntelaar niet te verbeteren, Allegri gaf aan dat de oud-Ajacied 'van hetzelfde type' was als de overige spitsen in zijn selectie. Vice-president Adriano Galliani wilde echter niets van een vertrek weten. In de media werd Huntelaar in de weken daarna voortdurend in verband gebracht met verschillende clubs, maar de spits zelf was vastbesloten om de uitdaging in de Serie A aan te gaan. Tegen het einde van de transferperiode werden de geruchten echter hardnekkiger dat Zlatan Ibrahimović de gelederen van AC Milan zou komen versterken. Huntelaar zou daarbij de financiering moeten gaan vormen en AC Milan gaf aan dat de spits mocht vertrekken.

### FC Schalke 04

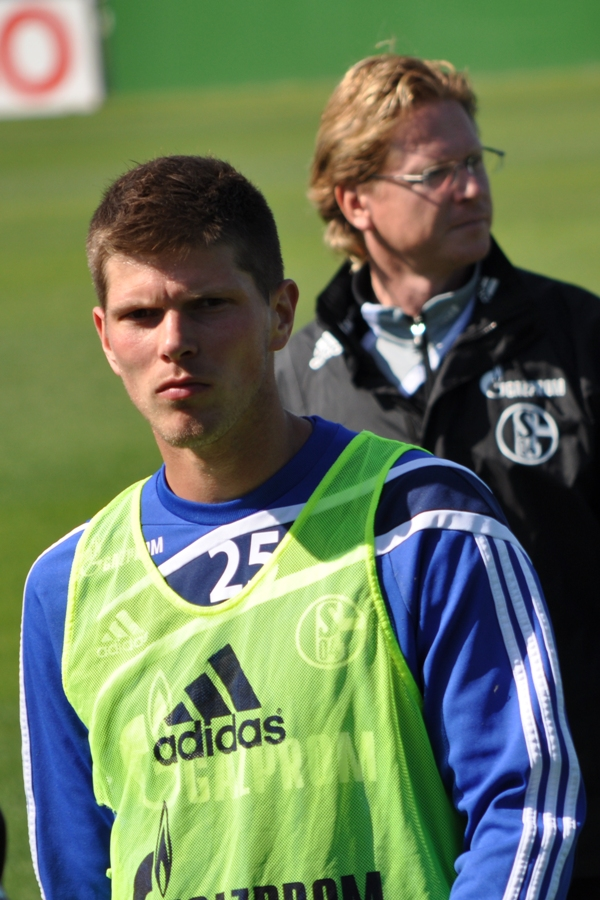
Huntelaar op het trainingsveld bij Schalke 04.

Op 28 augustus 2010 werd bekend dat er een akkoord was bereikt tussen Schalke 04 en AC Milan over de transfer van Klaas-Jan Huntelaar. Een paar dagen later kwam men ook tot een persoonlijke overeenstemming. Schalke 04 betaalde 14 miljoen euro voor de spits, waarmee de Nederlander de duurste aankoop uit de clubhistorie werd. Bij de Duitsers werd Huntelaar herenigd met oud-ploeggenoot Raúl, die in een eerder stadium was overgekomen van Real Madrid. Felix Magath versterkte de club daarnaast nog met ex-Real middenvelder Jurado, waarmee hij de duurste Schalke-selectie uit de geschiedenis samenstelde.
Op 10 september 2010 maakte Huntelaar, met rugnummer 25, zijn debuut voor Die Königsblauen tegen 1899 Hoffenheim. De wedstrijd eindigde in een 2-0 nederlaag, hetgeen tekenend werd voor de sportieve malaise waarin Schalke 04 verkeerde. Persoonlijk leefde Huntelaar op na teleurstellende periodes in Spanje en Italië: in diverse competities scoorde de spits elf doelpunten in tien officiële duels. Schalke 04 boekte daarentegen maandenlang wisselvallige resultaten. In de groepsfase van de Champions League bleken Raúl en Huntelaar telkens beslissend en verloor de club slechts één keer. In de competitie stelden Die Königsblauen echter teleur, er werd maar zelden een overwinning behaald waardoor de club lange tijd in de degradatiezone verkeerde. Na de winterstop verbeterden de resultaten in de competitie niet en dit kostte Magath in maart 2011 zijn baan. Intussen stokte de trefzekerheid van Huntelaar, die als sinds oktober 2010 niet meer had gescoord. Daarnaast liep hij na zijn 250e competitieduel, op 1 maart 2011 tegen 1. FC Nürnberg, een knieblessure op tijdens een training waardoor hij ruim twee maanden buitenspel stond. Op 4 mei maakte Huntelaar zijn rentree in de halve finale van de Champions League tegen Manchester United. In tegenstelling tot de competitie, wist Schalke wel hoge ogen te gooien in het Europese kampioenenbal, na onder anderen Valencia en titelhouder Internazionale te hebben verslagen. Huntelaar kon echter niet voorkomen dat Manchester United er met de winst vandoor ging waardoor de Engelsen de finale bereikten. Drie dagen later maakte Huntelaar zijn rentree in de Bundesliga tegen FSV Mainz, een duel dat hij opluisterde met een doelpunt. Het betekende een doorbraak van een negatieve reeks voor Huntelaar, door na 1003 minuten weer te scoren in de competitie. Uiteindelijk sloot Schalke 04 het seizoen af op een veertiende plaats, waarmee het zich niet kwalificeerde voor Europees voetbal. Toch werd het wisselvallige seizoen nog afgesloten met een hoofdprijs. Mede dankzij twee doelpunten van Huntelaar won Schalke 04 op 21 mei de DFB-Pokal ten koste van MSV Duisburg met 5-0. Zodoende plaatste de club zich toch nog rechtstreeks voor de Europa League.
Enkele weken later legde Huntelaar beslag op zijn volgende prijs, toen Schalke 04 de Duitse supercup won ten koste van landskampioen Borussia Dortmund. De rol van Huntelaar was tijdens het duel echter beperkt geweest. Dit veranderde naarmate de seizoensopening vorderde. De spits bleek zowel in de competitie, als de beker en Europa League op dreef. In de eerste maand scoorde hij vier keer in de Bundesliga, vier keer in de DFB-Pokal en was hij ook vier keer trefzeker in het duel tegen HJK Helsinki in de Europese campagne.
Op donderdag 3 november 2011 brak Klaas-Jan Huntelaar in het Europa League-duel met AEK Larnaca z'n neus op twee plaatsen. Hij onderging in de nacht van donderdag op vrijdag een operatie van een uur. Huntelaar kwam tien minuten voor tijd hard in botsing met ploeggenoot Joël Matip en kon het duel niet vervolgen. Omdat coach Huub Stevens al drie keer had gewisseld, speelde Schalke 04 het duel (0-0) met tien man uit. Huntelaar maakte donderdag 16 februari 2012 namens Schalke 04 tegen Viktoria Pilsen zijn tiende treffer in een Europese wedstrijd. Daarmee evenaarde hij het clubrecord van Ebbe Sand, die tussen 1999 en 2006 voor de club uit Gelsenkirchen speelde. De Deen had wel meer duels nodig dan Huntelaar. Eén week later was Huntelaar met een doelpunt in de reguliere speeltijd en twee doelpunten in de verlenging van de wedstrijd in de Europa League tegen Viktoria Plzen weer belangrijk (1-3). Hierdoor werd Huntelaar Europees topscorer aller tijden bij Schalke 04 met dertien treffers in zeventien wedstrijden. Op de Nederlandse topscorerslijst in Europees verband staat Huntelaar op de vijfde plek met 33 treffers in 53 wedstrijden. Na maanden van blessureleed speelde Huntelaar op 26 januari 2014 zijn eerste wedstrijd sinds 17 augustus 2013. Uit bij Hamburger SV speelde Huntelaar 73 minuten mee en scoorde hij in de 34e minuut de openingstreffer.
In de wedstrijd tegen FSV Mainz (2-1 winst) op 13 september 2015 miste Huntelaar voor de vierde maal op rij een strafschop in de Bundesliga. Hiermee werd hij de vijfde speler in de geschiedenis van de Bundesliga die vier strafschoppen op rij had gemist. Nuri Sahin, Marko Pantelic, Bruno Labbadia en de Nederlander Harry Decheiver gingen hem voor.

### Terugkeer bij Ajax
Op 1 juni 2017 tekende Huntelaar een eenjarig contract bij de club uit Amsterdam, die hem transfervrij inlijfde nadat zijn contract bij Schalke 04 niet werd verlengd. Huntelaar gaf aan dat hij niet terugkwam om af te bouwen, maar om met Ajax kampioen te worden, wat hem in zijn eerdere periode bij Ajax niet was gelukt. In principe zou zijn Deense concurrent Kasper Dolberg, die het voorgaande seizoen zeer sterk had gepresteerd, dat seizoen de eerste spits zijn. Dolberg blijkt echter niet goed in vorm, en Huntelaar weet hem tijdens de eerste seizoenshelft vaak uit de basis te houden. In december 2018 raakt Dolberg bovendien langdurig geblesseerd. Op zondag 21 januari 2018 nam Huntelaar de 2-0 voor zijn rekening in het thuisduel tegen regerend landskampioen Feyenoord, waardoor hij in de top-5 belandde van spelers met de meeste eredivisiegoals in De Klassieker: acht treffers. Hij evenaarde daarmee Johan Cruijff en Henk Groot. Alleen Sjaak Swart (14), Cor van der Gijp (12), Ruud Geels (11) en Jari Litmanen (9) scoorden vaker tijdens wedstrijden tussen Ajax en Feyenoord. In het hele seizoen zou hij 13 doelpunten maken, maar zijn wens om kampioen te worden met Ajax nog steeds niet waarmaken.
Aan het begin van seizoen 2018/19 staat Huntelaar meestal nog steeds in de basis, mede omdat Dolberg nog steeds met blessures kampt. In de loop van het seizoen gaat Dolberg geleidelijk meer spelen, ten koste van Huntelaar. Ook Dušan Tadić wordt soms opgesteld als spits. In de uitwedstrijd tegen FC Emmen op 3 april scoort Huntelaar zijn honderdste eredivisiegoal voor Ajax. Tien dagen later maakt hij een hattrick in de met 6-2 gewonnen competitiewedstrijd tegen Excelsior. Hij werd daarmee de oudste Ajacied die drie doelpunten scoorde in één wedstrijd. Weer een week later speelt hij ook een belangrijke rol, uit tegen FC Groningen. Hij scoort het enige doelpunt van de wedstrijd en doet vervolgens zijn shirt uit, waar natuurlijk een gele kaart voor wordt gegeven. Later in de wedstrijd krijgt hij een tweede gele kaart, een rode kaart dus. Op 5 mei heeft hij met twee doelpunten een groot aandeel in de overwinning van Ajax op Willem II in de finale van de KNVB Beker. Het was de derde Nederlandse bekerfinale waarin Huntelaar scoorde. Alleen Johan Cruijff en Piet Keizer scoorde in minstens evenveel bekerfinales. Huntelaar werd tevens de oudste speler die scoorde in de eindstrijd van de KNVB Beker sinds Cruijff in 1983. Op 15 mei wordt Huntelaar voor het eerst in zijn carrière kampioen, in een uitwedstrijd (1-4) tegen zijn oude club De Graafschap. Met Ajax bereikt hij de halve finale van de Champions League.
Op 12 december 2020, na de wedstrijd Ajax – PEC Zwolle kondigde Huntelaar aan dat hij na het seizoen 2020/21 zijn carrière als profvoetballer na achttien jaar zal beëindigen.

### Terugkeer bij Schalke 04
Op 19 januari 2021 verbond Huntelaar zich tot het einde van het seizoen 2020/21 aan Schalke 04 dat op dat moment laatste stond in de Bundesliga. Met Schalke degradeerde hij naar de 2. Bundesliga.

### Einde loopbaan en amateurvoetbal
Op 14 september 2021 maakte hij het einde van zijn spelersloopbaan bekend. Een week later stapte hij als speler over naar het amateurvoetbal. Hij ging spelen in het zesde elftal van Hessen Combinatie '03, de club waar hij in zijn jeugd speelde.

## Verdere carrière
In december 2019 deed Huntelaar mee aan de online-televisieserie Het Jachtseizoen van StukTV, waarin hij wist te ontsnappen.
Van oktober tot december 2021 liep Huntelaar stage in het trainersvak bij Vitesse. Twee dagen per week keek hij mee met trainer Nicky Hofs – met wie hij in 2007 nog Europees kampioen werd met Jong Oranje – bij Vitesse onder 21.
Half maart 2022 werd Huntelaar toegevoegd aan de technische organisatie van Ajax, ter ondersteuning van technisch manager Gerry Hamstra en hoofdtrainer Erik ten Hag. Hij tekende er een contract tot medio 2024. In 2023 legde hij zijn taken tijdelijk neer vanwege een burn-out. In maart 2025 hebben Huntelaar en Ajax voortijdig afscheid van elkaar genomen door het contract te ontbinden om Huntelaars gezondheid prioriteit te geven.
In 2024 keerde Hunterlaar - die lange tijd kampte met klachten van een burn-out - tijdelijk terug bij de jeugdopleiding van Vitesse.

## Clubstatistieken
| Seizoen     | Club            | Competitie       | Competitie | Competitie | Competitie | Beker | Beker | Beker | Internationaal | Internationaal | Internationaal | Totaal | Totaal | Totaal |
| Seizoen     | Club            | Competitie       | Wed.       | Dlp.       | Ass.       | Wed.  | Dlp.  | Ass.  | Wed.           | Dlp.           | Ass.           | Wed.   | Dlp.   | Ass.   |
| ----------- | --------------- | ---------------- | ---------- | ---------- | ---------- | ----- | ----- | ----- | -------------- | -------------- | -------------- | ------ | ------ | ------ |
| 2002/03     | PSV             | Eredivisie       | 1          | 0          | 0          | 0     | 0     | 0     | —              | —              | —              | 1      | 0      | 0      |
| Club totaal | Club totaal     | Club totaal      | 1          | 0          | 0          | 0     | 0     | 0     | 0              | 0              | 0              | 1      | 0      | 0      |
| 2002/03     | → De Graafschap | Eredivisie       | 9          | 0          | 0          | 0     | 0     | 0     | —              | —              | —              | 9      | 0      | 0      |
| Club totaal | Club totaal     | Club totaal      | 9          | 0          | 0          | 0     | 0     | 0     | 0              | 0              | 0              | 9      | 0      | 0      |
| 2003/04     | → AGOVV         | Eerste divisie   | 35         | 26         | 6          | 0     | 0     | 0     | —              | —              | —              | 35     | 26     | 6      |
| Club totaal | Club totaal     | Club totaal      | 35         | 26         | 6          | 0     | 0     | 0     | 0              | 0              | 0              | 35     | 26     | 6      |
| 2004/05     | sc Heerenveen   | Eredivisie       | 31         | 16         | 3          | 1     | 0     | 0     | 7              | 3              | 0              | 39     | 19     | 3      |
| 2005/06     | sc Heerenveen   | Eredivisie       | 15         | 17         | 1          | 1     | 1     | 0     | 6              | 2              | 0              | 22     | 20     | 1      |
| Club totaal | Club totaal     | Club totaal      | 46         | 33         | 4          | 2     | 1     | 0     | 13             | 5              | 0              | 61     | 39     | 4      |
| 2005/06     | Ajax            | Eredivisie       | 20         | 18         | 1          | 3     | 5     | 1     | 2              | 1              | 0              | 25     | 24     | 2      |
| 2006/07     | Ajax            | Eredivisie       | 36         | 23         | 9          | 6     | 4     | 0     | 9              | 9              | 0              | 51     | 36     | 9      |
| 2007/08     | Ajax            | Eredivisie       | 38         | 33         | 8          | 3     | 1     | 0     | 4              | 2              | 2              | 45     | 36     | 10     |
| 2008/09     | Ajax            | Eredivisie       | 10         | 6          | 1          | 1     | 1     | 1     | 4              | 2              | 1              | 15     | 9      | 3      |
| Club totaal | Club totaal     | Club totaal      | 104        | 80         | 19         | 13    | 11    | 2     | 19             | 14             | 3              | 136    | 105    | 24     |
| 2008/09     | Real Madrid     | Primera División | 20         | 8          | 0          | 0     | 0     | 0     | —              | —              | —              | 20     | 8      | 0      |
| Club totaal | Club totaal     | Club totaal      | 20         | 8          | 0          | 0     | 0     | 0     | 0              | 0              | 0              | 20     | 8      | 0      |
| 2009/10     | AC Milan        | Serie A          | 25         | 7          | 0          | 2     | 0     | 0     | 3              | 0              | 0              | 30     | 7      | 0      |
| Club totaal | Club totaal     | Club totaal      | 25         | 7          | 0          | 2     | 0     | 0     | 3              | 0              | 0              | 30     | 7      | 0      |
| 2010/11     | Schalke 04      | Bundesliga       | 24         | 8          | 1          | 3     | 2     | 1     | 8              | 3              | 0              | 35     | 13     | 2      |
| 2011/12     | Schalke 04      | Bundesliga       | 32         | 29         | 11         | 4     | 5     | 1     | 12             | 14             | 2              | 48     | 48     | 14     |
| 2012/13     | Schalke 04      | Bundesliga       | 26         | 10         | 5          | 2     | 2     | 0     | 7              | 4              | 1              | 35     | 16     | 6      |
| 2013/14     | Schalke 04      | Bundesliga       | 18         | 12         | 1          | 1     | 1     | 1     | 2              | 1              | 0              | 21     | 14     | 2      |
| 2014/15     | Schalke 04      | Bundesliga       | 28         | 9          | 4          | 1     | 0     | 0     | 8              | 5              | 0              | 37     | 14     | 4      |
| 2015/16     | Schalke 04      | Bundesliga       | 31         | 12         | 4          | 2     | 1     | 0     | 7              | 3              | 2              | 40     | 16     | 6      |
| 2016/17     | Schalke 04      | Bundesliga       | 16         | 2          | 0          | 3     | 2     | 1     | 5              | 1              | 0              | 24     | 5      | 1      |
| Club totaal | Club totaal     | Club totaal      | 175        | 82         | 26         | 16    | 13    | 4     | 49             | 31             | 5              | 240    | 126    | 35     |
| 2017/18     | Ajax            | Eredivisie       | 28         | 13         | 8          | 1     | 0     | 0     | 3              | 0              | 0              | 32     | 13     | 8      |
| 2018/19     | Ajax            | Eredivisie       | 28         | 16         | 4          | 4     | 3     | 1     | 11             | 4              | 2              | 43     | 23     | 7      |
| 2019/20     | Ajax            | Eredivisie       | 18         | 9          | 2          | 4     | 0     | 0     | 10             | 1              | 1              | 32     | 10     | 3      |
| 2020/21     | Ajax            | Eredivisie       | 11         | 7          | 1          | 0     | 0     | 0     | 3              | 0              | 0              | 14     | 7      | 1      |
| Club totaal | Club totaal     | Club totaal      | 189        | 125        | 34         | 22    | 14    | 3     | 46             | 19             | 6              | 257    | 158    | 43     |
| 2020/21     | Schalke 04      | Bundesliga       | 9          | 2          | 1          | 0     | 0     | 0     | —              | —              | —              | 9      | 2      | 1      |
| Club totaal | Club totaal     | Club totaal      | 184        | 84         | 27         | 16    | 13    | 4     | 49             | 31             | 5              | 249    | 128    | 36     |
| TOTAAL      | TOTAAL          | TOTAAL           | 509        | 283        | 71         | 42    | 28    | 7     | 111            | 55             | 11             | 662    | 366    | 89     |

Bijgewerkt t/m 18 mei 2021

## Interlandcarrière

### Jeugdinternational

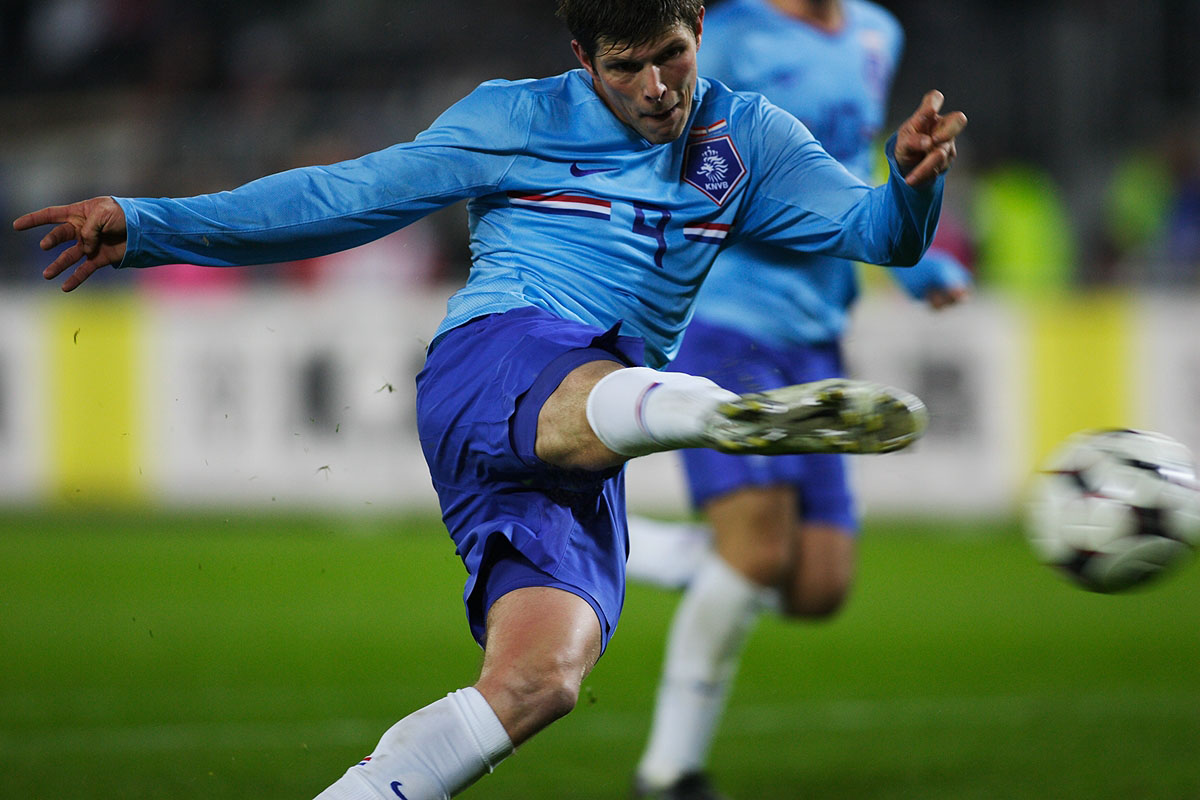
Huntelaar in actie voor het Nederlands elftal.

Huntelaar begon zijn internationale loopbaan in 2000 bij het Nederlands jeugdelftal onder 17 jaar. Met dit team kwam hij in mei van dat jaar uit op het EK onder 17 in Israël. Hij wist op dat toernooi tweemaal te scoren en bereikte met het elftal de halve finale. Het doelpunt van Huntelaar bleek niet voldoende om Tsjechië te verslaan (1-2 verlies). In de daaropvolgende jaren speelde de jonge spits ook wedstrijden voor de jeugdelftallen onder 18, 19 en 20 jaar. Met de laatste leeftijdscategorie nam hij in 2001 deel aan het WK onder 20 in Argentinië. Op dit toernooi wist Huntelaar opnieuw twee keer te scoren maar moest het uiteindelijk zijn meerdere erkennen in Egypte. De Afrikanen bleken in de kwartfinale met 2-1 te sterk voor Nederland.
| Jeugdinterlands van Klaas-Jan Huntelaar | Jeugdinterlands van Klaas-Jan Huntelaar | Jeugdinterlands van Klaas-Jan Huntelaar | Jeugdinterlands van Klaas-Jan Huntelaar | Jeugdinterlands van Klaas-Jan Huntelaar | Jeugdinterlands van Klaas-Jan Huntelaar |
| Team (№ interlands)                     | Datum                                   | Wedstrijd                               | Uitslag                                 | Soort Wedstrijd                         | Doelpunten                              |
| Als speler bij De Graafschap            | Als speler bij De Graafschap            | Als speler bij De Graafschap            | Als speler bij De Graafschap            | Als speler bij De Graafschap            | Als speler bij De Graafschap            |
| --------------------------------------- | --------------------------------------- | --------------------------------------- | --------------------------------------- | --------------------------------------- | --------------------------------------- |
| Onder 17 (1.)                           | 12 april 2000                           | Nederland – Noorwegen                   | 1 – 0                                   | Vriendschappelijk                       | 70'                                     |
| Onder 17 (2.)                           | 1 mei 2000                              | Israël – Nederland                      | 0 – 2                                   | EK–17 2000 groepsfase                   | 78'                                     |
| Onder 17 (3.)                           | 3 mei 2000                              | Nederland – Duitsland                   | 0 – 1                                   | EK–17 2000 groepsfase                   |                                         |
| Onder 17 (4.)                           | 5 mei 2000                              | Nederland – Honduras                    | 2 – 0                                   | EK–17 2000 groepsfase                   |                                         |
| Onder 17 (5.)                           | 8 mei 2000                              | Rusland – Nederland                     | 0 – 3                                   | EK–17 2000 kwartfinale                  | 9'                                      |
| Onder 17 (6.)                           | 11 mei 2000                             | Nederland – Tsjechië                    | 1 – 2                                   | EK–17 2000 halve finale                 |                                         |
| Als speler bij PSV                      |                                         |                                         |                                         |                                         |                                         |
| Onder 19 (1.)                           | 6 september 2000                        | Nederland –                             | 2 – 0                                   | Stefan Vilotic tournament '00           |                                         |
| Onder 19 (2.)                           | 7 september 2000                        | Israël – Nederland                      | 1 – 1                                   | Stefan Vilotic tournament '00           | 70'                                     |
| Onder 19 (3.)                           | 8 september 2000                        | Nederland – Roemenië                    | 2 – 0                                   | Stefan Vilotic tournament '00           | 72'                                     |
| Onder 19 (4.)                           | 10 september 2000                       | Joegoslavië – Nederland                 | 2 – 2                                   | Stefan Vilotic tournament '00           |                                         |
| Onder 19 (5.)                           | 25 oktober 2000                         | Nederland – Duitsland                   | 0 – 1                                   | EK-kwalificatie 2001                    |                                         |
| Onder 19 (6.)                           | 30 november 2000                        | Duitsland – Nederland                   | 2 – 4                                   | EK-kwalificatie 2001                    | 36'                                     |
| Onder 19 (7.)                           | 6 december 2000                         | Nederland – Frankrijk                   | 2 – 1                                   | EK-kwalificatie 2001                    | 1', 45'                                 |
| Onder 18 (1.)                           | 1 maart 2001                            | Engeland – Nederland                    | 1 – 1                                   | Vriendschappelijk                       |                                         |
| Onder 18 (2.)                           | 3 april 2001                            | Zwitserland – Nederland                 | 1 – 1                                   | Vriendschappelijk                       | 76'                                     |
| Onder 19 (8.)                           | 1 mei 2001                              | Denemarken – Nederland                  | 3 – 2                                   | EK-kwalificatie 2001                    |                                         |
| Onder 19 (9.)                           | 4 september 2001                        | Nederland – Honduras                    | 3 – 1                                   | Stefan Vilotic tournament '01           |                                         |
| Onder 19 (10.)                          | 5 september 2001                        | Rusland – Nederland                     | 0 – 1                                   | Stefan Vilotic tournament '01           |                                         |
| Onder 19 (11.)                          | 7 september 2001                        | Italië – Nederland                      | 3 – 1                                   | Stefan Vilotic tournament '01           |                                         |
| Onder 19 (12.)                          | 11 september 2001                       | Nederland – Portugal                    | 2 – 2                                   | Stefan Vilotic tournament '01           |                                         |
| Onder 19 (13.)                          | 9 oktober 2001                          | België – Nederland                      | 1 – 2                                   | Vriendschappelijk                       |                                         |
| Onder 19 (14.)                          | 24 oktober 2001                         | Italië – Nederland                      | 3 – 0                                   | Vriendschappelijk                       |                                         |
| Onder 19 (15.)                          | 10 november 2001                        | Albanië – Nederland                     | 1 – 8                                   | EK-kwalificatie 2002                    | 69', 75'                                |
| Onder 19 (16.)                          | 12 november 2001                        | Nederland – San Marino                  | 7 – 0                                   | EK-kwalificatie 2002                    |                                         |
| Onder 19 (17.)                          | 14 november 2001                        | Nederland – Frankrijk                   | 2 – 1                                   | EK-kwalificatie 2002                    |                                         |
| Onder 19 (18.)                          | 26 februari 2002                        | Marokko – Nederland                     | 0 – 1                                   | Vriendschappelijk                       |                                         |
| Onder 19 (19.)                          | 20 maart 2002                           | Nederland – Ierland                     | 1 – 2                                   | EK-kwalificatie 2002                    | 78'                                     |
| Onder 19 (20.)                          | 10 april 2002                           | Ierland – Nederland                     | 0 – 0                                   | EK-kwalificatie 2002                    |                                         |
| Onder 20 (1.)                           | 20 mei 2003                             | Nederland – België                      | 3 – 0                                   | Vriendschappelijk                       |                                         |

### Jong Oranje
In 2002 maakte Huntelaar op 19-jarige leeftijd zijn debuut voor Jong Oranje in een oefenduel tegen Duitsland. Pas vanaf 2004 kwam hij vaker aan spelen toe. In november 2005 wist hij zich met zijn elftal te plaatsen voor het EK onder 21 jaar in Portugal. De prestaties van Huntelaar bij Heerenveen en Ajax hadden echter een dusdanige indruk gemaakt op bondscoach Marco van Basten, dat hij hem in april 2006 opriep voor de voorlopige selectie van 33 spelers die zouden afreizen naar het WK voetbal in Duitsland. Van Basten liet echter weten maar drie centrumspitsen mee te nemen en had er nu vier geselecteerd. Een maand later bleek dat Huntelaar de ongelukkige was, spitsen Dirk Kuijt, Ruud van Nistelrooij en Jan Vennegoor of Hesselink mochten wel mee.
Huntelaar kon zich daarom gaan klaarmaken voor het EK onder 21 jaar dat in mei van start ging. Het toernooi begon teleurstellend, Nederland verloor van Oekraïne (1-2), speelde gelijk tegen Denemarken (1-1) maar wist uiteindelijk toch te winnen van Italië (1-0). Op deze wijze plaatste Jong Oranje zich voor de halve finale tegen Frankrijk. Huntelaar had tot op dat moment nog maar een matige indruk gemaakt tijdens het toernooi maar onderscheidde zich in de halve eindstrijd. Samen met Nicky Hofs was hij verantwoordelijk voor de doelpunten aan Nederlandse zijde waardoor er een verlenging werd afgedwongen. Hofs maakte het winnende doelpunt waarmee het tot dan toe ongeslagen Frankrijk opzij werd gezet. Nederland plaatste zich voor de eerste maal in zijn geschiedenis voor de finale van het EK. Daar was Oekraïne opnieuw de tegenstander. Ondanks de wisselvallige prestaties tijdens het toernooi, wist Jong Oranje het beste in zichzelf naar boven te halen en werd de sterk spelende tegenstander verslagen. Opnieuw waren Huntelaar (tweemaal) en Hofs de doelpuntenmakers geweest en wist Nederland voor de eerste keer een prijs van een dergelijk kaliber te winnen. Samen met Aissati, Emanuelson en Tiendalli werd Huntelaar opgenomen in het door de UEFA samengestelde Sterrenelftal van het het EK. Daarnaast werd Huntelaar nog verkozen tot beste spelers van het toernooi en eindigde hij met vier doelpunten bovenaan het topscorersklassement. De finale tegen Oekraïne werd de laatste wedstrijd van Huntelaar voor Jong Oranje. Met zijn doelpunten op het toernooi werd hij topscorer aller tijden van Jong Oranje (16 doelpunten in 22 wedstrijden). Na nog één wedstrijd voor het nationale jeugdelftal te hebben gespeeld, scherpte Huntelaar zijn record aan tot 18 doelpunten. Ook Roy Makaay wist deze mijlpaal te behalen, waardoor zij beiden gedeeld topscorer zijn van Jong Oranje.
| Interlands van Klaas-Jan Huntelaar voor Jong Oranje | Interlands van Klaas-Jan Huntelaar voor Jong Oranje | Interlands van Klaas-Jan Huntelaar voor Jong Oranje | Interlands van Klaas-Jan Huntelaar voor Jong Oranje | Interlands van Klaas-Jan Huntelaar voor Jong Oranje | Interlands van Klaas-Jan Huntelaar voor Jong Oranje |
| №                                                   | Datum                                               | Wedstrijd                                           | Uitslag                                             | Soort Wedstrijd                                     | Doelpunten                                          |
| Als speler bij PSV                                  | Als speler bij PSV                                  | Als speler bij PSV                                  | Als speler bij PSV                                  | Als speler bij PSV                                  | Als speler bij PSV                                  |
| --------------------------------------------------- | --------------------------------------------------- | --------------------------------------------------- | --------------------------------------------------- | --------------------------------------------------- | --------------------------------------------------- |
| 1.                                                  | 19 november 2002                                    | Duitsland – Nederland                               | 4 – 1                                               | Vriendschappelijk                                   |                                                     |
| Als speler bij AGOVV                                |                                                     |                                                     |                                                     |                                                     |                                                     |
| 2.                                                  | 17 februari 2004                                    | Engeland – Nederland                                | 3 – 2                                               | Vriendschappelijk                                   | 74'                                                 |
| 3.                                                  | 30 maart 2004                                       | Nederland – Frankrijk                               | 1 – 1                                               | Vriendschappelijk                                   |                                                     |
| 4.                                                  | 28 mei 2004                                         | Nederland – België                                  | 2 – 1                                               | Vriendschappelijk                                   | 74', 81'                                            |
| Als speler bij sc Heerenveen                        |                                                     |                                                     |                                                     |                                                     |                                                     |
| 5.                                                  | 7 september 2004                                    | Nederland – Tsjechië                                | 0 – 0                                               | EK-kwalificatie 2006                                |                                                     |
| 6.                                                  | 9 oktober 2004                                      | Macedonië – Nederland                               | 0 – 2                                               | EK-kwalificatie 2006                                |                                                     |
| 7.                                                  | 12 oktober 2004                                     | Nederland – Finland                                 | 4 – 1                                               | EK-kwalificatie 2006                                | 86'                                                 |
| 8.                                                  | 25 maart 2005                                       | Roemenië – Nederland                                | 2 – 0                                               | EK-kwalificatie 2006                                |                                                     |
| 9.                                                  | 29 maart 2005                                       | Nederland – Armenië                                 | 0 – 0                                               | EK-kwalificatie 2006                                |                                                     |
| 10.                                                 | 3 juni 2005                                         | Nederland – Roemenië                                | 2 – 0                                               | EK-kwalificatie 2006                                | 90+4'                                               |
| 11.                                                 | 7 juni 2005                                         | Finland – Nederland                                 | 1 – 2                                               | EK-kwalificatie 2006                                | 32', 90'                                            |
| 12.                                                 | 16 augustus 2005                                    | België – Nederland                                  | 1 – 2                                               | Vriendschappelijk                                   | 76'                                                 |
| 13.                                                 | 3 september 2005                                    | Armenië – Nederland                                 | 1 – 3                                               | EK-kwalificatie 2006                                | 28', 34'                                            |
| 14.                                                 | 7 oktober 2005                                      | Tsjechië – Nederland                                | 2 – 4                                               | EK-kwalificatie 2006                                | 90+1'                                               |
| 15.                                                 | 11 oktober 2005                                     | Nederland – Macedonië                               | 4 – 0                                               | EK-kwalificatie 2006                                | 65'                                                 |
| 16.                                                 | 13 november 2005                                    | Slovenië – Nederland                                | 0 – 0                                               | EK-kwalificatie 2006                                |                                                     |
| 17.                                                 | 16 november 2005                                    | Nederland – Slovenië                                | 2 – 0                                               | EK-kwalificatie 2006                                | 11', 61'                                            |
| Als speler bij Ajax                                 |                                                     |                                                     |                                                     |                                                     |                                                     |
| 18.                                                 | 17 mei 2006                                         | Nederland – Duitsland                               | 2 – 2                                               | Vriendschappelijk                                   |                                                     |
| 19.                                                 | 24 mei 2006                                         | Oekraïne – Nederland                                | 2 – 1                                               | EK 2006 groepsfase                                  |                                                     |
| 20.                                                 | 26 mei 2006                                         | Denemarken – Nederland                              | 1 – 1                                               | EK 2006 groepsfase                                  | 38'                                                 |
| 21.                                                 | 29 mei 2006                                         | Nederland – Italië                                  | 1 – 0                                               | EK 2006 groepsfase                                  |                                                     |
| 22.                                                 | 1 juni 2006                                         | Frankrijk – Nederland                               | 2 – 3                                               | EK 2006 halve finale                                | 38'                                                 |
| 23.                                                 | 4 juni 2006                                         | Oekraïne – Nederland                                | 0 – 3                                               | EK 2006 finale                                      | 11', 43'                                            |

### Nederlands elftal

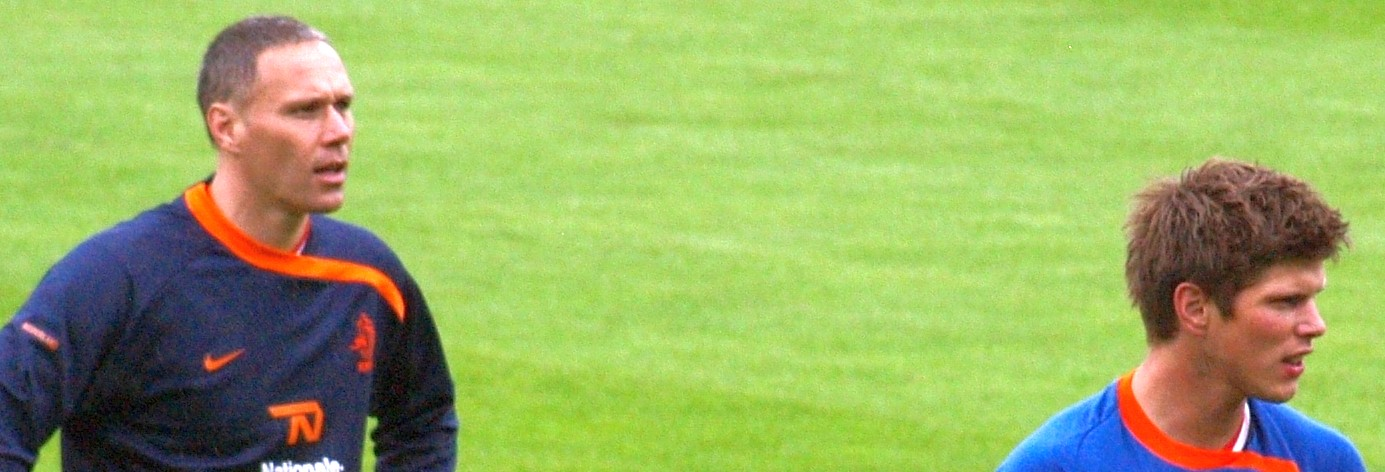
Marco van Basten (links) met Huntelaar (rechts) tijdens een training voorafgaand aan Euro 2008.

Op 16 augustus 2006 maakte Huntelaar zijn debuut voor Nederland in een vriendschappelijke wedstrijd tegen Ierland, die met 4-0 werd gewonnen. Hierbij gaf Huntelaar twee assists en scoorde hij twee keer. De laatste keer dat een debutant van Oranje voor hem twee keer scoorde was Dick Nanninga in 1978. Pas ruim een jaar later scoorde hij zijn derde doelpunt voor Oranje. Huntelaar had in de eerste wedstrijden van 2007 weinig indruk gemaakt en werd na de zomerstop enkele maanden niet meer opgeroepen door de bondscoach. Bij de EK-kwalificatiewedstrijden tegen Roemenië en Slovenië in oktober was hij echter weer van de partij. Op 17 oktober scoorde hij de 2-0 op aangeven van Ryan Babel. Dit bleek het begin van een productieve reeks, in de volgende vier wedstrijden scoorde Huntelaar vijfmaal. De laatste was de treffer op het EK voetbal in Zwitserland en Oostenrijk in 2008, tijdens de derde groepswedstrijd tegen Roemenië. Huntelaar verving tijdens het duel Van Nistelrooij, die de voorkeur in het centrum kreeg tijdens de eerste groepswedstrijden tegen Italië en Frankrijk. Het bleef het enige optreden voor Huntelaar op dit toernooi want Nederland werd in het volgende duel na verlenging uitgeschakeld door Rusland, dat onder leiding stond van Guus Hiddink.
Na het toernooi ging de spits door met scoren en bereikte hij in 2009 na twintig duels al het aantal van twaalf doelpunten. Slechts vijf naoorlogse voetballers hadden een betere reeks kunnen neerzetten dan Huntelaar (Wilkes, Van der Linden, Cruijff, Bosman en Van Melis). Begin juni plaatste Huntelaar zich met het Nederlands elftal voor het WK voetbal dat een jaar later zou plaatsvinden in Zuid-Afrika, door een 2-0-overwinning op IJsland. Overigens kwalificeerde Nederland zich voor Zuid-Afrika zonder puntenverlies. Twee maanden voor aanvang van het mondiale eindtoernooi werd bekend dat Huntelaar behoorde tot de dertig koppige voorselectie. Eind mei werd bekend dat hij het ook tot de definitieve selectie had geschopt. Van Persie kreeg van bondscoach van Marwijk echter de voorkeur in de punt van de aanval, zowel in de WK-oefenduels als tijdens de groepswedstrijden. Huntelaar maakte echter in het groepsduel tegen Japan toch zijn WK-debuut toen hij drie minuten voor het eindsignaal inviel. In de laatste groepswedstrijd tegen Kameroen viel hij een kwartier na rust in voor Van Persie. De spits besliste in de laatste minuten van het duel de wedstrijd, door een schot van Arjen Robben op de binnenkant van de paal in de rebound binnen te schieten waardoor het duel eindigde in een 2-1-overwinning. Oranje bereikte uiteindelijk de finale, na te hebben gewonnen van Slowakije (2-1), Brazilië (2-1) en Uruguay (3-2). Voor Huntelaar waren er enkel twee korte invalbeurten weggelegd tijdens de achtste finale en kwartfinale. In de halve finale en in de eindstrijd tegen Spanje kwam de spits niet in het stuk voor. De finale werd in de laatste minuten van de verlenging beslist door een winnend doelpunt van Andrés Iniesta, waardoor Nederland zijn derde WK-finale in de geschiedenis verloor.

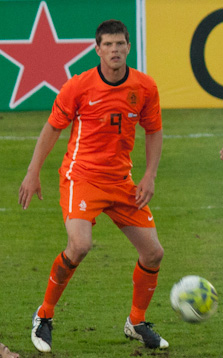
Huntelaar tijdens een oefenduel tegen Uruguay in 2011.

Na het WK profiteerde Huntelaar optimaal van de afwezigheid van Van Persie, die met een blessure kampte. De spits zette een zeer productieve reeks neer tegen San Marino (0-5, drie goals), Finland (2-1, twee goals), Moldavië (0-1, één goal), Zweden (4-1, twee goals) en Turkije (1-0, één goal). Daarmee evenaarde hij zijn persoonlijke record uit de periode 2007–2008 waarin hij ook vijf wedstrijden op rij wist te scoren. Die reeks liep echter niet geheel synchroon met de huidige serie interlands, omdat Huntelaar destijds in zes tussengelegen duels geen speelminuten kreeg. Overigens was Johan Neeskens in 1974 de laatste international die in vijf opeenvolgende wedstrijden wist te scoren. Nederland sloot uiteindelijk 2010 af als best presterende landenteam ter wereld: van de 17 duels werd er slechts één gelijkgespeeld (Oekraïne) en één verloren (Spanje). In die duels maakte Oranje veertig doelpunten en ontving het maar dertien tegentreffers.
In 2011 zette Huntelaar zijn succesvolle reeks voort toen hij ook in zijn zesde interland, tegen Oostenrijk, opnieuw trefzeker was (3-1, één goal). In augustus zou Oranje het opnemen tegen Engeland, maar dit duel vond door de rellen in delen van Londen geen doorgang. Ondanks dat het Nederlands elftal zelf niet in actie was gekomen, nam het door resultaten op andere velden diezelfde maand wel de eerste plek van Spanje over op de FIFA-wereldranglijst. Het was de eerste maal in de historie dat Nederland de koppositie bereikte. Begin september maakte 's werelds 'beste team' zijn reputatie waar, toen het San Marino met 11-0 versloeg. Huntelaar had met twee doelpunten ook een aandeel in de historische overwinning. De uitslag was gedenkwaardig, omdat het de eerste keer was dat Oranje een tegenstander versloeg met dubbele cijfers. Tot dat moment was de 9-0-overwinning op Finland uit 1912 en die op Noorwegen uit 1972 de grootste interlandzege uit de historie.
Tijdens de eerste interland van 2012, op 29 februari tegen Engeland, botste Huntelaar, nadat hij een doelpunt had gescoord, met zijn hoofd tegen dat van verdediger Chris Smalling aan. Vlak na de botsing was Huntelaar even buiten bewustzijn. Van de arts mocht de na de rust ingebrachte jubilaris zijn vijftigste interland niet meer afmaken. Na de wedstrijd werd Huntelaar naar een ziekenhuis gebracht voor nader onderzoek. Hoewel aanvankelijk werd gevreesd voor een hersenschudding, bleek de schade achteraf mee te vallen.
Tijdens het EK 2012 in Polen en Oekraïne liet bondscoach Van Marwijk Huntelaar alleen de laatste, de derde wedstrijd tegen Portugal meespelen. Hij scoorde niet. Eerder had Nederland van Denemarken en Duitsland verloren. Nederland werd in de eerste ronde uitgeschakeld. In een reconstructie in NRC Handelsblad wordt Huntelaar op zaterdag 23 juni door anonieme bronnen aangewezen als diegene die zich tijdens het toernooi onmogelijk maakte en zorgde voor tweespalt in de selectie.
Huntelaar behoorde tot de voorselectie voor het wereldkampioenschap voetbal in Brazilië, die op 13 mei 2014 bekendgemaakt werd. Hij behoort ook tot de definitieve WK-selectie, die Van Gaal op 31 mei bekendmaakte. De eerste wedstrijd van het WK 2014 in Brazilië voor Klaas-Jan Huntelaar is de wedstrijd tegen Mexico in de 8e finale waarbij Huntelaar in de plaats kwam voor Robin van Persie en Huntelaar de winnende treffer maakt vanuit een penalty in de 94e minuut nadat Arjen Robben werd gehaakt in het strafschopgebied.
Met twee doelpunten in een vriendschappelijke wedstrijd op 5 juni 2015 tegen de Verenigde Staten kwam Huntelaar op een totaal van 41 doelpunten voor Oranje, waarmee hij Patrick Kluivert passeerde op de ranglijst van topscorers van het Nederlands elftal en naar de tweede plaats klom. Op dat moment bezette Robin van Persie de eerste plaats met 49 doelpunten.
| Interlands van Klaas Jan Huntelaar voor Nederland | Interlands van Klaas Jan Huntelaar voor Nederland | Interlands van Klaas Jan Huntelaar voor Nederland | Interlands van Klaas Jan Huntelaar voor Nederland | Interlands van Klaas Jan Huntelaar voor Nederland | Interlands van Klaas Jan Huntelaar voor Nederland |
| No.                                               | Datum                                             | Wedstrijd                                         | Uitslag                                           | Wedstrijdverband                                  | Doelpunten                                        |
| Als speler van Ajax                               | Als speler van Ajax                               | Als speler van Ajax                               | Als speler van Ajax                               | Als speler van Ajax                               | 10                                                |
| ------------------------------------------------- | ------------------------------------------------- | ------------------------------------------------- | ------------------------------------------------- | ------------------------------------------------- | ------------------------------------------------- |
| 1.                                                | 16 augustus 2006                                  | Ierland – Nederland                               | 0 – 4                                             | Vriendschappelijk                                 | 25', 53'                                          |
| 2.                                                | 2 september 2006                                  | Luxemburg – Nederland                             | 0 – 1                                             | EK-kwalificatie                                   |                                                   |
| 3.                                                | 6 september 2006                                  | Nederland – Wit-Rusland                           | 3 – 0                                             | EK-kwalificatie                                   |                                                   |
| 4.                                                | 15 november 2006                                  | Nederland – Engeland                              | 1 – 1                                             | Vriendschappelijk                                 |                                                   |
| 5.                                                | 7 februari 2007                                   | Nederland – Rusland                               | 4 – 1                                             | Vriendschappelijk                                 |                                                   |
| 6.                                                | 24 maart 2007                                     | Nederland – Roemenië                              | 0 – 0                                             | EK-kwalificatie                                   |                                                   |
| 7.                                                | 2 juni 2007                                       | Zuid-Korea – Nederland                            | 0 – 2                                             | Vriendschappelijk                                 |                                                   |
| 8.                                                | 6 juni 2007                                       | Thailand – Nederland                              | 1 – 3                                             | Vriendschappelijk                                 |                                                   |
| 9.                                                | 17 oktober 2007                                   | Nederland – Slovenië                              | 2 – 0                                             | EK-kwalificatie                                   | 86'                                               |
| 10.                                               | 6 februari 2008                                   | Kroatië – Nederland                               | 0 – 3                                             | Vriendschappelijk                                 | 37'                                               |
| 11.                                               | 26 maart 2008                                     | Oostenrijk – Nederland                            | 3 – 4                                             | Vriendschappelijk                                 | 37', 87'                                          |
| 12.                                               | 24 mei 2008                                       | Nederland – Oekraïne                              | 3 – 0                                             | Vriendschappelijk                                 | 38'                                               |
| 13.                                               | 17 juni 2008                                      | Nederland – Roemenië                              | 2 – 0                                             | EK eindronde                                      | 54'                                               |
| 14.                                               | 20 augustus 2008                                  | Rusland – Nederland                               | 1 – 1                                             | Vriendschappelijk                                 |                                                   |
| 15.                                               | 6 september 2008                                  | Nederland – Australië                             | 1 – 2                                             | Vriendschappelijk                                 | 6'                                                |
| 16.                                               | 10 september 2008                                 | Macedonië – Nederland                             | 1 – 2                                             | WK-kwalificatie                                   |                                                   |
| 17.                                               | 11 oktober 2008                                   | Nederland – IJsland                               | 2 – 0                                             | WK-kwalificatie                                   | 64'                                               |
| 18.                                               | 15 oktober 2008                                   | Noorwegen – Nederland                             | 0 – 1                                             | WK-kwalificatie                                   |                                                   |
| Als speler van Real Madrid                        | Als speler van Real Madrid                        | Als speler van Real Madrid                        | Als speler van Real Madrid                        | Als speler van Real Madrid                        | 3                                                 |
| 19.                                               | 11 februari 2009                                  | Tunesië – Nederland                               | 1 – 1                                             | Vriendschappelijk                                 | 61'                                               |
| 20.                                               | 28 maart 2009                                     | Nederland – Schotland                             | 3 – 0                                             | WK-kwalificatie                                   | 30'                                               |
| 21.                                               | 1 april 2009                                      | Nederland – Macedonië                             | 4 – 0                                             | WK-kwalificatie                                   | 25'                                               |
| 22.                                               | 6 juni 2009                                       | IJsland – Nederland                               | 1 – 2                                             | WK-kwalificatie                                   |                                                   |
| 23.                                               | 10 juni 2009                                      | Nederland – Noorwegen                             | 2 – 0                                             | WK-kwalificatie                                   |                                                   |
| Als speler van AC Milan                           | Als speler van AC Milan                           | Als speler van AC Milan                           | Als speler van AC Milan                           | Als speler van AC Milan                           | 3                                                 |
| 24.                                               | 12 augustus 2009                                  | Nederland – Engeland                              | 2 – 2                                             | Vriendschappelijk                                 |                                                   |
| 25.                                               | 5 september 2009                                  | Nederland – Japan                                 | 3 – 0                                             | Vriendschappelijk                                 | 87'                                               |
| 26.                                               | 9 september 2009                                  | Schotland – Nederland                             | 0 – 1                                             | WK-kwalificatie                                   |                                                   |
| 27.                                               | 10 oktober 2009                                   | Australië – Nederland                             | 0 – 0                                             | Vriendschappelijk                                 |                                                   |
| 28.                                               | 14 november 2009                                  | Italië – Nederland                                | 0 – 0                                             | Vriendschappelijk                                 |                                                   |
| 29.                                               | 18 november 2009                                  | Nederland – Paraguay                              | 0 – 0                                             | Vriendschappelijk                                 |                                                   |
| 30.                                               | 3 maart 2010                                      | Nederland – Verenigde Staten                      | 2 – 1                                             | Vriendschappelijk                                 | 73'                                               |
| 31.                                               | 26 mei 2010                                       | Nederland – Mexico                                | 2 – 1                                             | Vriendschappelijk                                 |                                                   |
| 32.                                               | 5 juni 2010                                       | Nederland – Hongarije                             | 6 – 1                                             | Vriendschappelijk                                 |                                                   |
| 33.                                               | 19 juni 2010                                      | Nederland – Japan                                 | 1 – 0                                             | WK eindronde                                      |                                                   |
| 34.                                               | 24 juni 2010                                      | Kameroen – Nederland                              | 1 – 2                                             | WK eindronde                                      | 83'                                               |
| 35.                                               | 28 juni 2010                                      | Nederland – Slowakije                             | 2 – 1                                             | WK Eindronde                                      |                                                   |
| 36.                                               | 2 september 2010                                  | Nederland – Brazilië                              | 2 – 1                                             | WK Eindronde                                      |                                                   |
| Als speler van Schalke 04                         | Als speler van Schalke 04                         | Als speler van Schalke 04                         | Als speler van Schalke 04                         | Als speler van Schalke 04                         | 26                                                |
| 37.                                               | 3 september 2010                                  | San Marino – Nederland                            | 0 – 5                                             | EK-kwalificatie                                   | 38', 48', 67'                                     |
| 38.                                               | 7 september 2010                                  | Nederland – Finland                               | 2 – 1                                             | EK-kwalificatie                                   | 7', 16'                                           |
| 39.                                               | 8 oktober 2010                                    | Moldavië – Nederland                              | 0 – 1                                             | EK-kwalificatie                                   | 37'                                               |
| 40.                                               | 12 oktober 2010                                   | Nederland – Zweden                                | 4 – 1                                             | EK-kwalificatie                                   | 4', 55'                                           |
| 41.                                               | 17 november 2010                                  | Nederland – Turkije                               | 1 – 0                                             | Vriendschappelijk                                 | 52'                                               |
| 42.                                               | 9 februari 2011                                   | Nederland – Oostenrijk                            | 3 – 1                                             | Vriendschappelijk                                 | 48'                                               |
| 43.                                               | 4 juni 2011                                       | Brazilië – Nederland                              | 0 – 0                                             | Vriendschappelijk                                 |                                                   |
| 44.                                               | 8 juni 2011                                       | Uruguay – Nederland                               | 1 – 1                                             | Vriendschappelijk                                 |                                                   |
| 45.                                               | 2 september 2011                                  | Nederland – San Marino                            | 11 – 0                                            | EK-kwalificatie                                   | 56', 77'                                          |
| 46.                                               | 6 september 2011                                  | Finland – Nederland                               | 0 – 2                                             | EK-kwalificatie                                   |                                                   |
| 47.                                               | 7 september 2011                                  | Nederland – Moldavië                              | 1 – 0                                             | EK-kwalificatie                                   | 40'                                               |
| 48.                                               | 11 oktober 2011                                   | Zweden – Nederland                                | 3 – 2                                             | EK-kwalificatie                                   | 23'                                               |
| 49.                                               | 15 november 2011                                  | Duitsland – Nederland                             | 3 – 0                                             | Vriendschappelijk                                 |                                                   |
| 50.                                               | 29 februari 2012                                  | Engeland – Nederland                              | 2 – 3                                             | Vriendschappelijk                                 | 58'                                               |
| 51.                                               | 26 mei 2012                                       | Nederland – Bulgarije                             | 1 – 2                                             | Vriendschappelijk                                 |                                                   |
| 52.                                               | 30 mei 2012                                       | Nederland – Slowakije                             | 2 – 0                                             | Vriendschappelijk                                 |                                                   |
| 53.                                               | 2 juni 2012                                       | Nederland – Noord-Ierland                         | 6 – 0                                             | Vriendschappelijk                                 |                                                   |
| 54.                                               | 9 juni 2012                                       | Denemarken – Nederland                            | 1 – 0                                             | EK eindronde                                      |                                                   |
| 55.                                               | 13 juni 2012                                      | Duitsland – Nederland                             | 2 – 1                                             | EK eindronde                                      |                                                   |
| 56.                                               | 17 juni 2012                                      | Nederland – Portugal                              | 1 – 2                                             | EK eindronde                                      |                                                   |
| 57.                                               | 15 augustus 2012                                  | België – Nederland                                | 4 – 2                                             | Vriendschappelijk                                 | 55'                                               |
| 58.                                               | 11 september 2012                                 | Hongarije – Nederland                             | 1 – 4                                             | WK-kwalificatie                                   | 74'                                               |
| 59.                                               | 12 oktober 2012                                   | Nederland – Andorra                               | 3 – 0                                             | WK-kwalificatie                                   | 15'                                               |
| 60.                                               | 14 augustus 2013                                  | Portugal – Nederland                              | 1 – 1                                             | Vriendschappelijk                                 |                                                   |
| 61.                                               | 17 mei 2014                                       | Nederland – Ecuador                               | 1 – 1                                             | Vriendschappelijk                                 |                                                   |
| 62.                                               | 4 juni 2014                                       | Nederland – Wales                                 | 2 – 0                                             | Vriendschappelijk                                 |                                                   |
| 63.                                               | 29 juni 2014                                      | Nederland – Mexico                                | 2 – 1                                             | WK Eindronde                                      | 90+4'                                             |
| 64.                                               | 5 juli 2014                                       | Nederland – Costa Rica                            | 0 – 0 (4 – 3 wns)                                 | WK 2014 kwartfinale                               |                                                   |
| 65.                                               | 9 juli 2014                                       | Nederland – Argentinië                            | 0 – 0 (2 – 4 wns)                                 | WK 2014 halve finale                              |                                                   |
| 66.                                               | 10 oktober 2014                                   | Nederland – Kazachstan                            | 3 – 1                                             | Kwalificatie EK 2016                              | 62'                                               |
| 67.                                               | 13 oktober 2014                                   | IJsland – Nederland                               | 2 – 0                                             | Kwalificatie EK 2016                              |                                                   |
| 68.                                               | 12 november 2014                                  | Nederland – Mexico                                | 2 – 3                                             | Vriendschappelijk                                 |                                                   |
| 69.                                               | 16 november 2014                                  | Nederland – Letland                               | 6 – 0                                             | Kwalificatie EK 2016                              | 42', 89'                                          |
| 70.                                               | 28 maart 2015                                     | Nederland – Turkije                               | 1 – 1                                             | Kwalificatie EK 2016                              | 90+2'                                             |
| 71.                                               | 31 maart 2015                                     | Nederland – Spanje                                | 2 – 0                                             | Vriendschappelijk                                 |                                                   |
| 72.                                               | 5 juni 2015                                       | Nederland – Verenigde Staten                      | 3 – 4                                             | Vriendschappelijk                                 | 27', 49'                                          |
| 73.                                               | 12 juni 2015                                      | Letland – Nederland                               | 0 – 2                                             | Kwalificatie EK 2016                              |                                                   |
| 74.                                               | 3 september 2015                                  | Nederland – IJsland                               | 0 – 1                                             | Kwalificatie EK 2016                              |                                                   |
| 75.                                               | 10 oktober 2015                                   | Kazachstan – Nederland                            | 1 – 2                                             | Kwalificatie EK 2016                              |                                                   |
| 76.                                               | 13 oktober 2015                                   | Nederland – Tsjechië                              | 2 – 3                                             | Kwalificatie EK 2016                              | 70'                                               |

Bijgewerkt op 13 oktober 2015

## Erelijst
Als speler

| Competitie           |        |                           |      |      |
| Competitie           | Aantal | Jaren                     |      |      |
| Ajax                 | Ajax   | Ajax                      | Ajax | Ajax |
| -------------------- | ------ | ------------------------- | ---- | ---- |
| Eredivisie           | 2x     | 2018/19, 2020/21          |      |      |
| KNVB Beker           | 3x     | 2005/06, 2006/07, 2018/19 |      |      |
| Johan Cruijff Schaal | 3x     | 2006, 2007, 2019          |      |      |
| Schalke 04           |        |                           |      |      |
| DFB-Pokal            | 1x     | 2010/11                   |      |      |
| DFL-Supercup         | 1x     | 2011                      |      |      |

| Competitie       | Winnaar   | Winnaar   | Runner-up | Runner-up | Derde     | Derde     |
| Competitie       | Aantal    | Jaren     | Aantal    | Jaren     | Aantal    | Jaren     |
| Nederland        | Nederland | Nederland | Nederland | Nederland | Nederland | Nederland |
| ---------------- | --------- | --------- | --------- | --------- | --------- | --------- |
| FIFA WK          |           |           | 1x        | 2010      | 1x        | 2014      |
| Nederland –21    |           |           |           |           |           |           |
| UEFA EK onder 21 | 1x        | 2006      |           |           |           |           |

Individueel

| Prijs                                          | Aantal   | Jaren                |
| ---------------------------------------------- | -------- | -------------------- |
| Nederland                                      |          |                      |
| Topscorer Eerste divisie                       | 1x       | 2003/04              |
| Topscorer Eredivisie                           | 2x       | 2005/06, 2007/08     |
| Speler van het jaar in de Eerste divisie       | 1x       | 2003/04              |
| Speler van het jaar van AGOVV                  | 1x       | 2003/04              |
| Nederlands talent van het jaar                 | 1x       | 2005/06              |
| Speler van het jaar van Ajax                   | 1x       | 2005/06              |
| Ajax club van honderd lid                      | 242 Wed. | 2006–2008, 2017-2021 |
| Topscorer aller tijden Jong Oranje             | 18 Dlp.  | 2004–2006            |
| Duitsland                                      |          |                      |
| Topscorer Bundesliga                           | 1x       | 2011/12              |
| Europees topscorer aller tijden van Schalke 04 | 30 Dlp.  | 2010–2017            |
| Internationaal                                 |          |                      |
| Topscorer UEFA EK onder 21                     | 1x       | 2006                 |
| Bronzen Schoen                                 | 1x       | 2008                 |
| Beste speler UEFA EK onder 21                  | 1x       | 2006                 |

## Privéleven
Huntelaar heeft sinds 2000 een relatie. Met zijn vrouw heeft hij drie zoons en een dochter.